# 거제시
거제시(巨濟市)는 대한민국 경상남도 남해상의 거제도에 있는 시이다.
대한민국에서 두 번째로 큰 섬인 거제도, 칠천도, 가조도 등 우리나라에서 유일하게 거의 섬으로 이루어져 있으며, 한려해상국립공원 내에 속해 있어, 1년 내내 관광객들의 발길이 끊이질 않는다.
부산광역시의 위성 도시로, 서쪽으로 통영시하고 거제대교와 신거제대교로 연결되어 있고, 북동쪽으로 부산 가덕도하고 거가대로로 연결되며, 북쪽 해안은 진해만하고 접한다. 
1971년 거제대교가 개통되어 육지와 연결되면서 본격적으로 발전하기 시작하였고, 한화오션과 삼성중공업 등 대기업의 조선소가 입주해 조선업이 발달하였다.

## 역사
삼한시대는 변한의 12개국 중 독로국이라고 불리었으며, 신라 법흥왕 7년에 소가야국으로 개칭하였다. 532년 법흥왕 19년에는 금관가야의 일부가 되었고, 677년 문무왕 17년에 '상군'(裳郡)이라고 칭했다가 757년 경덕왕 16년에 이르러 거제군이라고 칭하게 되었다.
983년 고려 성종 2년에는 기성현으로 칭해졌다. 고려 의종은 정중부의 난으로 인해 현 둔덕면 거림리 산 95번지 일대의 둔덕기성(폐왕성)에 유폐되었으며, 이 유적지는 1974년 경상남도 기념물 제11호로 지정되었고, 2010년 8월 24일에는 사적 509호로 지정되었다. 1271년(고려 원종 12년) 왜구의 침탈로 거제현민들이 북쪽의 진주와 거창 등지로 옮기고, 거제현의 치소(治所)도 거창현 동부의 가조(加祚)로 피난하였다.
| Daedongyeojido (Gyujanggak) 19-02.jpg |
| Daedongyeojido (Gyujanggak) 20-01.jpg |

1414년(조선 태종 14년)에는 거창현과 거제현을 합하여 '제창현'(濟昌縣)으로 하였다가 1년 후에 다시 쪼개었고, 1422년(조선 세종 4년)에 현이 거제도로 돌아와 거제읍성(현 고현성) 등을 축성하였다. 1592년 임진왜란 때는 고현성이 함락되었고, 한산해전과 칠천량 해전의 주요 무대가 되었다. 1663년(조선 현종 4년)에 현청을 현재의 거제면으로 이전하였고, 1895년 고종 때 거제군이 되었다. 임진왜란 이후 거제는 유배지로 많이 이용되었는데, 우암 송시열을 비롯해, 이행, 이유원 등이 유배되었고 이행(李荇)은 29세 때 거제도 고절령(고자산치) 아래에 위리안치 되어 관노의 신분으로 120여수의 시를 지어 거제유배 역사상 가장 많은 시를 남겼다.
1914년 4월 1일 거제군과 용남군이 통영군으로 통합되었다. 1919년 4월 3일에는 3.1 운동의 일환으로 아주리 당등산 일대에서 아주리시장 만세운동이 일어나기도 했다.
1950년에 한국 전쟁이 일어나자, 1950년 11월 27일 유엔군에 의해 현재의 거제시 고현동, 수양동, 장평동, 연초면, 남부면 일대에 포로수용소가 지어졌다. 이들 전쟁 포로는 1953년 5월 3일 이후 송환되거나 같은 해 6월 18일 이승만의 반공 포로 석방으로 탈출하였다. 수용소는 7월 27일 휴전협정이 조인되면서 폐쇄되었다. 한편 흥남 철수로 인해 많은 피난민이 들어왔다.

### 1953년 이후
- 1953년 1월 1일 : 거제도와 부속도서가 통영군으로부터 분리되어 다시 거제군이 되었다.

| 법률 제271호                                                                    |                                                                                 |
| 구 행정구역                                                                     | 신 행정구역                                                                     |
| 통영군 장승포읍, 거제면, 일운면, 동부면, 둔덕면, 사등면, 연초면, 하청면, 장목면 | 거제군 장승포읍, 거제면, 일운면, 동부면, 둔덕면, 사등면, 연초면, 하청면, 장목면 |
- 1963년 1월 1일 : 일운면 고현(古縣)출장소가 신현면(新縣面)으로 승격하였다.
- 1971년 4월 8일 : 거제대교가 개통되어 거제도가 육지와 연결되었다.
- 1973년 10월 11일 : 대한조선공사 옥포조선소(현 대우조선해양)가 출범하였다.
- 1974년 8월 5일 : 삼성조선소(현 삼성중공업)가 창립되었다.
- 1979년 5월 1일 : 신현면이 신현읍으로 승격하였다.
- 1983년 2월 15일 : 동부면 저구출장소가 남부면으로 승격하였다.
- 1989년 1월 1일 : 장승포읍이 장승포시로 승격하여 거제군으로부터 분리되었다.

| 법률 제4050호        |                                                             |
| 구 행정구역          | 신 행정구역                                                 |
| 거제군 장승포읍 일원 | 장승포시 장승포동, 마전동, 능포동, 아주동, 옥포1동, 옥포2동 |
- 1995년 1월 1일 : 거제군과 장승포시가 도농복합시인 거제시로 통합하였다.
- 1997년 8월 2일 : 거제시 남부면 갈곶리 해안으로 무장간첩이 침투한 최정남·강연정 부부간첩 사건이 발생하였다.
- 1999년 4월 22일 : 기존의 거제대교를 대체하는 신거제대교가 개통되었다.
- 2000년 1월 1일 : 거제시 하청면 실전리와 칠천도의 어온리를 연결하는 칠천교가 개통되었다.
- 2008년 7월 1일 : 신현읍을 폐지하고, 4개 행정동(장평동, 고현동, 상문동, 수양동)을 설치하였다. 동 전환 당시(2008년 6월 말) 신현읍의 인구는 93,279명으로, 장승포 지역의 6개 행정동(69,626명)보다 인구가 많았다.
- 2009년 7월 13일 : 거제시 사등면 성포리에서 가조도 간의 연륙교인 가조 연륙교가 개통되어 거제시의 큰 섬들을 연결하는 작업이 마무리 단계에 이르렀다.
- 2010년 12월 14일 : 거제시 장목면과 부산광역시 강서구 가덕도를 잇는 거가대교가 개통되었다. 거가대교의 개통으로 인해 거제시와 부산의 통행거리는 기존 140km에서 60km로, 통행시간은 기존 130분에서 50분으로 단축되었다.
- 2016년 5월 1일 : 장승포동과 마전동이 장승포동으로 합동하였다.[7]

## 지리
거제시는 거제도와 주변 섬으로 이루어진 시이다. 시 전체가 바다로 둘러싸여 있고, 남해에 위치해 있다. 통영시와는 거제대교, 신거제대교를 통해 육지쪽과 연결되어 있다. 북서부는 진해만이 위치해 있다. 2000년 1월 1일에는 칠천도가 연륙교로 연결되었고, 2009년 7월 13일에는 거제도 사등면 북단에 있는 거제시 사등면 성포리에서 가조도 간의 연륙교가 완성되었으며, 2018년 9월 20일 거제시 거제면 법동리와 산달도 간의 연륙교가 개통되었다.
2010년 12월 14일에는 거제 - 부산을 연결하는 거가대교 연결도로가 개통되면서 부산과 130분 걸리던 시간을 50분으로 단축하게 되었다.

## 기후
쾨펜의 기후 구분에 따르면 거제시는 온난 습윤 기후(Cfa)에 속하며, 법정동 기준으로는 연평균기온 15.2 °C이고, 최고평균기온은 19.5 °C, 최저평균기온은 11.3 °C에 달하고. 가장 추운 1월의 최저평균기온2.9 °C이며, 가장 더운 8월은 최고평균기온이 25.8 °C까지 상승한다. 연평균 강수량은 집중호우를 동반한 태풍 때문에 2,100mm로 66%가 6월에서 9월 사이에 집중된다. 평균습도는 70.0%로, 7월에는 82.0%까지 상승했다가 2월에는 58.0%까지 떨어진다. 거제시청 통계정보 거제의 10년 기상개황에 의하면 최고기온이 37.8°C(2018년 기준), 최저기온은 -9.9°C(2021년 기준), 최고강수량은 2,507.6mm(2018년 기준) 으로 기록되었다. 거제도의 법정동 외에 구역에서는 북부, 동부, 서부, 남부 등의 기온 차이가 심한 편이다.
| 거제기상관측소 (거제시 장평동, 해발 44.83m)의 기후      | 거제기상관측소 (거제시 장평동, 해발 44.83m)의 기후 | 거제기상관측소 (거제시 장평동, 해발 44.83m)의 기후 | 거제기상관측소 (거제시 장평동, 해발 44.83m)의 기후 | 거제기상관측소 (거제시 장평동, 해발 44.83m)의 기후 | 거제기상관측소 (거제시 장평동, 해발 44.83m)의 기후 | 거제기상관측소 (거제시 장평동, 해발 44.83m)의 기후 | 거제기상관측소 (거제시 장평동, 해발 44.83m)의 기후 | 거제기상관측소 (거제시 장평동, 해발 44.83m)의 기후 | 거제기상관측소 (거제시 장평동, 해발 44.83m)의 기후 | 거제기상관측소 (거제시 장평동, 해발 44.83m)의 기후 | 거제기상관측소 (거제시 장평동, 해발 44.83m)의 기후 | 거제기상관측소 (거제시 장평동, 해발 44.83m)의 기후 | 거제기상관측소 (거제시 장평동, 해발 44.83m)의 기후 |
| 월                                                      | 1월                                                | 2월                                                | 3월                                                | 4월                                                | 5월                                                | 6월                                                | 7월                                                | 8월                                                | 9월                                                | 10월                                               | 11월                                               | 12월                                               | 연간                                               |
| ------------------------------------------------------- | -------------------------------------------------- | -------------------------------------------------- | -------------------------------------------------- | -------------------------------------------------- | -------------------------------------------------- | -------------------------------------------------- | -------------------------------------------------- | -------------------------------------------------- | -------------------------------------------------- | -------------------------------------------------- | -------------------------------------------------- | -------------------------------------------------- | -------------------------------------------------- |
| 역대 최고 기온 °C (°F)                                  | 19.3 (66.7)                                        | 19.4 (66.9)                                        | 24.2 (75.6)                                        | 27.9 (82.2)                                        | 34.4 (93.9)                                        | 33.5 (92.3)                                        | 38.6 (101.5)                                       | 37.4 (99.3)                                        | 34.2 (93.6)                                        | 29.9 (85.8)                                        | 25.8 (78.4)                                        | 19.4 (66.9)                                        | 38.6 (101.5)                                       |
| 일평균 최고 기온 °C (°F)                                | 7.3 (45.1)                                         | 9.4 (48.9)                                         | 13.5 (56.3)                                        | 18.6 (65.5)                                        | 23.1 (73.6)                                        | 25.8 (78.4)                                        | 28.3 (82.9)                                        | 29.9 (85.8)                                        | 26.5 (79.7)                                        | 22.0 (71.6)                                        | 15.7 (60.3)                                        | 9.5 (49.1)                                         | 19.1 (66.4)                                        |
| 일일 평균 기온 °C (°F)                                  | 2.6 (36.7)                                         | 4.4 (39.9)                                         | 8.4 (47.1)                                         | 13.4 (56.1)                                        | 17.9 (64.2)                                        | 21.2 (70.2)                                        | 24.8 (76.6)                                        | 26.0 (78.8)                                        | 22.0 (71.6)                                        | 16.7 (62.1)                                        | 10.6 (51.1)                                        | 4.7 (40.5)                                         | 14.4 (57.9)                                        |
| 일평균 최저 기온 °C (°F)                                | −1.4 (29.5)                                        | −0.2 (31.6)                                        | 3.5 (38.3)                                         | 8.3 (46.9)                                         | 13.0 (55.4)                                        | 17.4 (63.3)                                        | 22.1 (71.8)                                        | 22.9 (73.2)                                        | 18.2 (64.8)                                        | 12.2 (54.0)                                        | 6.1 (43.0)                                         | 0.4 (32.7)                                         | 10.2 (50.4)                                        |
| 역대 최저 기온 °C (°F)                                  | −10.4 (13.3)                                       | −10.1 (13.8)                                       | −8.0 (17.6)                                        | −1.4 (29.5)                                        | 4.8 (40.6)                                         | 8.2 (46.8)                                         | 13.8 (56.8)                                        | 12.4 (54.3)                                        | 8.6 (47.5)                                         | 1.0 (33.8)                                         | −5.2 (22.6)                                        | −8.9 (16.0)                                        | −10.4 (13.3)                                       |
| 평균 강수량 mm (인치)                                   | 40.4 (1.59)                                        | 60.5 (2.38)                                        | 112.2 (4.42)                                       | 177.2 (6.98)                                       | 203.0 (7.99)                                       | 237.1 (9.33)                                       | 367.6 (14.47)                                      | 330.4 (13.01)                                      | 209.5 (8.25)                                       | 96.4 (3.80)                                        | 59.0 (2.32)                                        | 37.0 (1.46)                                        | 1,930.3 (76.00)                                    |
| 평균 강수일수 (≥ 0.1 mm)                                | 4.8                                                | 5.4                                                | 7.8                                                | 9.2                                                | 9.0                                                | 10.6                                               | 14.3                                               | 11.9                                               | 9.0                                                | 5.0                                                | 6.1                                                | 4.5                                                | 97.6                                               |
| 평균 상대 습도 (%)                                      | 54.0                                               | 54.4                                               | 58.5                                               | 60.0                                               | 65.3                                               | 73.4                                               | 79.5                                               | 76.6                                               | 73.3                                               | 67.6                                               | 63.4                                               | 56.8                                               | 65.2                                               |
| 평균 월간 일조시간                                      | 169.9                                              | 178.0                                              | 204.0                                              | 217.4                                              | 233.2                                              | 182.7                                              | 153.4                                              | 182.1                                              | 168.5                                              | 195.1                                              | 165.3                                              | 166.4                                              | 2,216                                              |
| 출처: 기상청 (평년값: 1991년~2020년, 극값: 1972년~현재) |                                                    |                                                    |                                                    |                                                    |                                                    |                                                    |                                                    |                                                    |                                                    |                                                    |                                                    |                                                    |                                                    |

## 행정 구역
거제시의 전체 면적은 403.86km2이고, 2023년 12월 말 주민등록을 기준으로 거제시의 인구는 234,083명, 104,565가구이다. 조선업이 발달해 남녀의 성비가 1.09:1로 남동임해공업지역인 경상남도 지역 중에서도 남초 현상이 최고 수준이다.
2008년 7월에 신현읍이 폐지되어 4개 행정동으로 전환된 후, 거제시는 아직 읍을 설치하지 않고 있다. 이는 2008년 당시 거제면과 연초면이 치열한 경합을 벌여 읍으로 승격할 면을 결정하지 못했기 때문이다.
| 읍·면·동 | 한자     | 면적 (km2) | 인구    | 세대    | 지도 |
| -------- | -------- | ---------- | ------- | ------- | --- |
| 일운면   | 一運面   | 30.6       | 8,038   | 4,071   | 둔덕면 屯德面 아주동 鵝州洞 1 하청면 河淸面 수양동 水良洞 菱浦洞 능포동 옥포2동 玉浦2洞 연초면 延草面 고현동 古縣洞 장승포동 長承浦洞 동부면 東部面 거제면 巨濟面 장평동 長坪洞 남부면 南部面 상문동 上門洞 장목면 長木面 일운면 一運面 사등면 沙等面 1=옥포1동 1=玉浦1洞 |
| 동부면   | 東部面   | 52.5       | 2,935   | 1,639   | 둔덕면 屯德面 아주동 鵝州洞 1 하청면 河淸面 수양동 水良洞 菱浦洞 능포동 옥포2동 玉浦2洞 연초면 延草面 고현동 古縣洞 장승포동 長承浦洞 동부면 東部面 거제면 巨濟面 장평동 長坪洞 남부면 南部面 상문동 上門洞 장목면 長木面 일운면 一運面 사등면 沙等面 1=옥포1동 1=玉浦1洞 |
| 남부면   | 南部面   | 32.0       | 1,490   | 901     | 둔덕면 屯德面 아주동 鵝州洞 1 하청면 河淸面 수양동 水良洞 菱浦洞 능포동 옥포2동 玉浦2洞 연초면 延草面 고현동 古縣洞 장승포동 長承浦洞 동부면 東部面 거제면 巨濟面 장평동 長坪洞 남부면 南部面 상문동 上門洞 장목면 長木面 일운면 一運面 사등면 沙等面 1=옥포1동 1=玉浦1洞 |
| 거제면   | 巨濟面   | 37.3       | 7,030   | 3,417   | 둔덕면 屯德面 아주동 鵝州洞 1 하청면 河淸面 수양동 水良洞 菱浦洞 능포동 옥포2동 玉浦2洞 연초면 延草面 고현동 古縣洞 장승포동 長承浦洞 동부면 東部面 거제면 巨濟面 장평동 長坪洞 남부면 南部面 상문동 上門洞 장목면 長木面 일운면 一運面 사등면 沙等面 1=옥포1동 1=玉浦1洞 |
| 둔덕면   | 屯德面   | 33.7       | 2,737   | 1,468   | 둔덕면 屯德面 아주동 鵝州洞 1 하청면 河淸面 수양동 水良洞 菱浦洞 능포동 옥포2동 玉浦2洞 연초면 延草面 고현동 古縣洞 장승포동 長承浦洞 동부면 東部面 거제면 巨濟面 장평동 長坪洞 남부면 南部面 상문동 上門洞 장목면 長木面 일운면 一運面 사등면 沙等面 1=옥포1동 1=玉浦1洞 |
| 사등면   | 沙等面   | 34.9       | 12,230  | 5,686   | 둔덕면 屯德面 아주동 鵝州洞 1 하청면 河淸面 수양동 水良洞 菱浦洞 능포동 옥포2동 玉浦2洞 연초면 延草面 고현동 古縣洞 장승포동 長承浦洞 동부면 東部面 거제면 巨濟面 장평동 長坪洞 남부면 南部面 상문동 上門洞 장목면 長木面 일운면 一運面 사등면 沙等面 1=옥포1동 1=玉浦1洞 |
| 연초면   | 延草面   | 40.6       | 8,230   | 4,372   | 둔덕면 屯德面 아주동 鵝州洞 1 하청면 河淸面 수양동 水良洞 菱浦洞 능포동 옥포2동 玉浦2洞 연초면 延草面 고현동 古縣洞 장승포동 長承浦洞 동부면 東部面 거제면 巨濟面 장평동 長坪洞 남부면 南部面 상문동 上門洞 장목면 長木面 일운면 一運面 사등면 沙等面 1=옥포1동 1=玉浦1洞 |
| 하청면   | 河淸面   | 29.2       | 4,299   | 2,356   | 둔덕면 屯德面 아주동 鵝州洞 1 하청면 河淸面 수양동 水良洞 菱浦洞 능포동 옥포2동 玉浦2洞 연초면 延草面 고현동 古縣洞 장승포동 長承浦洞 동부면 東部面 거제면 巨濟面 장평동 長坪洞 남부면 南部面 상문동 上門洞 장목면 長木面 일운면 一運面 사등면 沙等面 1=옥포1동 1=玉浦1洞 |
| 장목면   | 長木面   | 37.0       | 4,205   | 2,410   | 둔덕면 屯德面 아주동 鵝州洞 1 하청면 河淸面 수양동 水良洞 菱浦洞 능포동 옥포2동 玉浦2洞 연초면 延草面 고현동 古縣洞 장승포동 長承浦洞 동부면 東部面 거제면 巨濟面 장평동 長坪洞 남부면 南部面 상문동 上門洞 장목면 長木面 일운면 一運面 사등면 沙等面 1=옥포1동 1=玉浦1洞 |
| 장승포동 | 長承浦洞 | 4.9        | 5,433   | 2,860   | 둔덕면 屯德面 아주동 鵝州洞 1 하청면 河淸面 수양동 水良洞 菱浦洞 능포동 옥포2동 玉浦2洞 연초면 延草面 고현동 古縣洞 장승포동 長承浦洞 동부면 東部面 거제면 巨濟面 장평동 長坪洞 남부면 南部面 상문동 上門洞 장목면 長木面 일운면 一運面 사등면 沙等面 1=옥포1동 1=玉浦1洞 |
| 능포동   | 菱浦洞   | 2.7        | 8,720   | 4,149   | 둔덕면 屯德面 아주동 鵝州洞 1 하청면 河淸面 수양동 水良洞 菱浦洞 능포동 옥포2동 玉浦2洞 연초면 延草面 고현동 古縣洞 장승포동 長承浦洞 동부면 東部面 거제면 巨濟面 장평동 長坪洞 남부면 南部面 상문동 上門洞 장목면 長木面 일운면 一運面 사등면 沙等面 1=옥포1동 1=玉浦1洞 |
| 아주동   | 鵝州洞   | 12.5       | 25,943  | 10,339  | 둔덕면 屯德面 아주동 鵝州洞 1 하청면 河淸面 수양동 水良洞 菱浦洞 능포동 옥포2동 玉浦2洞 연초면 延草面 고현동 古縣洞 장승포동 長承浦洞 동부면 東部面 거제면 巨濟面 장평동 長坪洞 남부면 南部面 상문동 上門洞 장목면 長木面 일운면 一運面 사등면 沙等面 1=옥포1동 1=玉浦1洞 |
| 옥포1동  | 玉浦1洞  | 2.2        | 6,760   | 3,455   | 둔덕면 屯德面 아주동 鵝州洞 1 하청면 河淸面 수양동 水良洞 菱浦洞 능포동 옥포2동 玉浦2洞 연초면 延草面 고현동 古縣洞 장승포동 長承浦洞 동부면 東部面 거제면 巨濟面 장평동 長坪洞 남부면 南部面 상문동 上門洞 장목면 長木面 일운면 一運面 사등면 沙等面 1=옥포1동 1=玉浦1洞 |
| 옥포2동  | 玉浦2洞  | 8.7        | 24,745  | 11,288  | 둔덕면 屯德面 아주동 鵝州洞 1 하청면 河淸面 수양동 水良洞 菱浦洞 능포동 옥포2동 玉浦2洞 연초면 延草面 고현동 古縣洞 장승포동 長承浦洞 동부면 東部面 거제면 巨濟面 장평동 長坪洞 남부면 南部面 상문동 上門洞 장목면 長木面 일운면 一運面 사등면 沙等面 1=옥포1동 1=玉浦1洞 |
| 장평동   | 長坪洞   | 7.3        | 20,561  | 10,261  | 둔덕면 屯德面 아주동 鵝州洞 1 하청면 河淸面 수양동 水良洞 菱浦洞 능포동 옥포2동 玉浦2洞 연초면 延草面 고현동 古縣洞 장승포동 長承浦洞 동부면 東部面 거제면 巨濟面 장평동 長坪洞 남부면 南部面 상문동 上門洞 장목면 長木面 일운면 一運面 사등면 沙等面 1=옥포1동 1=玉浦1洞 |
| 고현동   | 古縣洞   | 5.6        | 35,031  | 15,782  | 둔덕면 屯德面 아주동 鵝州洞 1 하청면 河淸面 수양동 水良洞 菱浦洞 능포동 옥포2동 玉浦2洞 연초면 延草面 고현동 古縣洞 장승포동 長承浦洞 동부면 東部面 거제면 巨濟面 장평동 長坪洞 남부면 南部面 상문동 上門洞 장목면 長木面 일운면 一運面 사등면 沙等面 1=옥포1동 1=玉浦1洞 |
| 상문동   | 上門洞   | 20.9       | 32,922  | 11,906  | 둔덕면 屯德面 아주동 鵝州洞 1 하청면 河淸面 수양동 水良洞 菱浦洞 능포동 옥포2동 玉浦2洞 연초면 延草面 고현동 古縣洞 장승포동 長承浦洞 동부면 東部面 거제면 巨濟面 장평동 長坪洞 남부면 南部面 상문동 上門洞 장목면 長木面 일운면 一運面 사등면 沙等面 1=옥포1동 1=玉浦1洞 |
| 수양동   | 水良洞   | 11.2       | 22,729  | 8,205   | 둔덕면 屯德面 아주동 鵝州洞 1 하청면 河淸面 수양동 水良洞 菱浦洞 능포동 옥포2동 玉浦2洞 연초면 延草面 고현동 古縣洞 장승포동 長承浦洞 동부면 東部面 거제면 巨濟面 장평동 長坪洞 남부면 南部面 상문동 上門洞 장목면 長木面 일운면 一運面 사등면 沙等面 1=옥포1동 1=玉浦1洞 |
| 거제시   | 巨濟市   | 403.8      | 234,038 | 104,565 | 둔덕면 屯德面 아주동 鵝州洞 1 하청면 河淸面 수양동 水良洞 菱浦洞 능포동 옥포2동 玉浦2洞 연초면 延草面 고현동 古縣洞 장승포동 長承浦洞 동부면 東部面 거제면 巨濟面 장평동 長坪洞 남부면 南部面 상문동 上門洞 장목면 長木面 일운면 一運面 사등면 沙等面 1=옥포1동 1=玉浦1洞 |

* 인구·세대는 2023년 12월 주민등록 기준

## 산업·경제

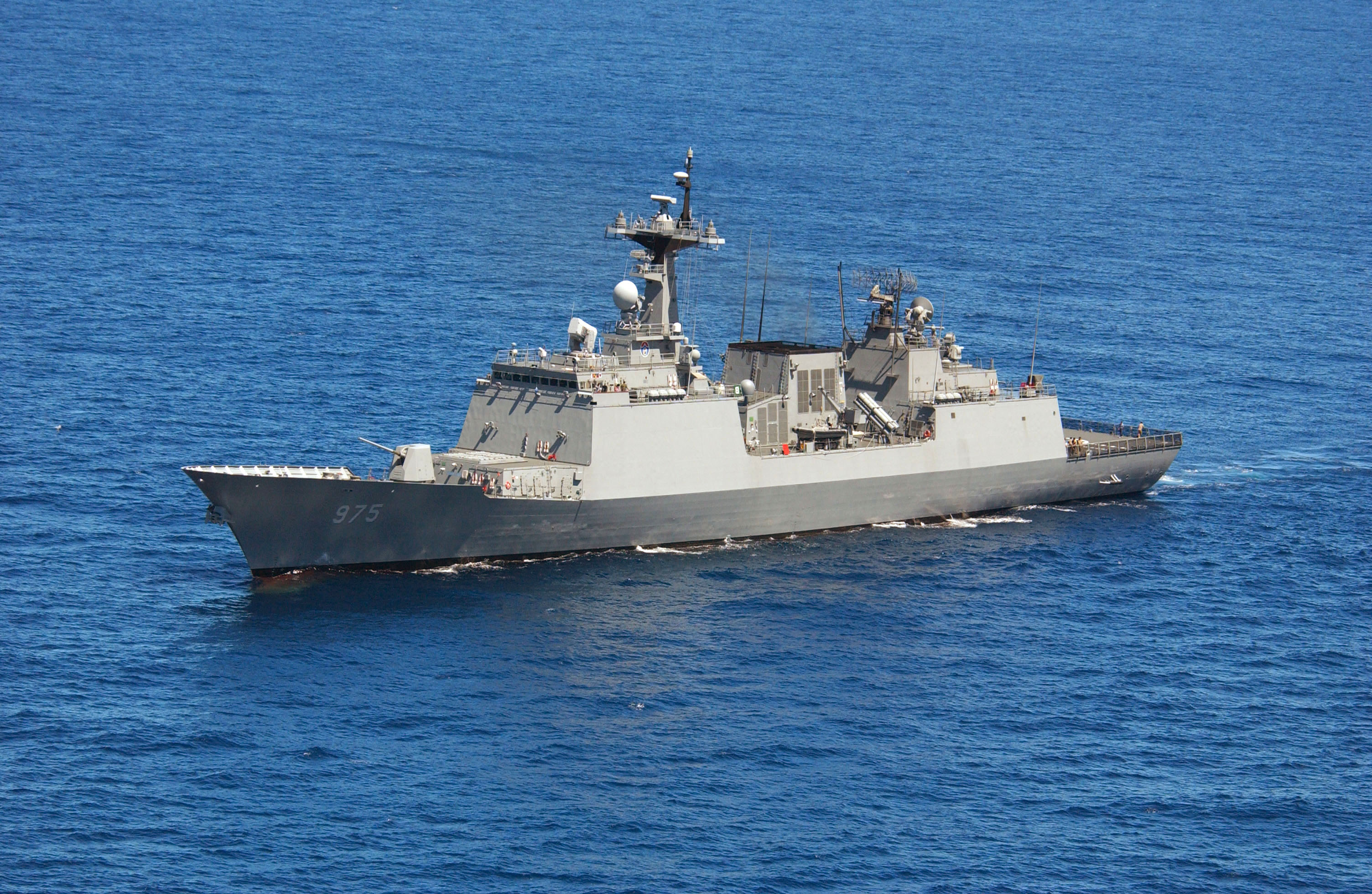
대우조선에서 만든 이순신함

거제는 한화오션과 삼성중공업의 조선소 등 국가공단으로 조성된 조선소가 가동 중에 있으며, 고부가가치의 유조선을 비롯하여 시추선, 쇄빙선 LNG 선 등의 배를 건조하고 있으며, 대한민국 해군의 주요 군함도 이곳에서 제작되고 있다. 이 두 조선소가 지역경제를 주도하고 있으며, 4면이 바다로 둘러싸여 있고, 온난한 해양성기후로 조선업을 양성하기에는 최적의 지리적, 자연적 조건을 갖추고 있다. 현재는 대우조선이 연간 2백2십만톤, 삼성조선이 연간 2백만톤의 건조능력을 각각 보유하고 있다.
농업은 2021년을 기준으로 3,684ha의 농지를 가지고 있으며, 특용 작물로는 참깨, 들깨, 유채, 버섯(느타리 버섯, 팽이버섯, 영지버섯), 치자, 알로에, 작약이 생산되고 있다.
어업은 1,293가구에서, 3,100명이 어업에 종사하고 있다. 또한 거제지역의 양식업이 크게 호조를 보이면서 거제 경제의 활성화에
크게 기여하고 있다.

## 문화·관광

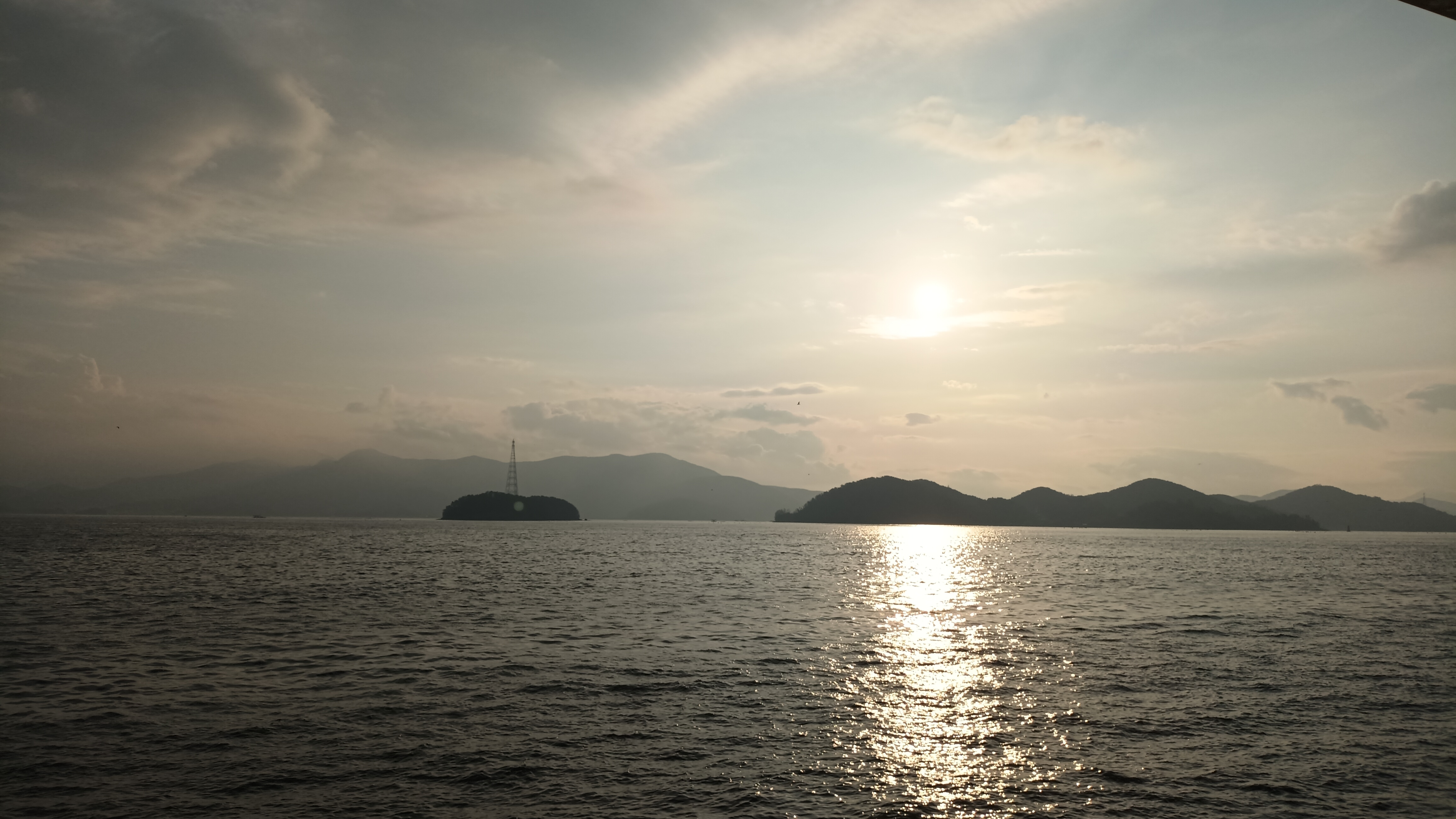
통영항여객선터미널 앞바다에서 바라본 거제시 둔덕면 방화도(좌, 송전탑이 있는 섬)와 화도(우)

거제도의 국가지정문화재로는 거제 해금강이 있으며 외도를 둘러보는 유람선이 운행중에 있다. 해금강은 명승 제2호로 지정되어 있다. 거제초등학교의 본관은 등록문화재 제356호로 지정되었으며, 거제현 관아는 사적 제484호이다. 학동의 진석중 가옥은 등록문화재 제277호이며, 6.25 전쟁 때 포로들을 수용했던 거제포로수용소도 경상남도 문화재자료 제99호로 지정되어 있다. 조선시대 건축물로는 경상남도 유형문화재 제206호로 지정된 거제향교가 있고, 고현성도 경상남도 기념물 제26호로 1451년 문종 원년에 시작하여 단종 원년 사이에 축성되었다. 김영삼 대통령의 생가도 장목면 외포리 대계마을에 자리잡고 있다.

### 자연유산
해금강
북한 금강산 해금강과 비교를 하여 거제 해금강이라고 한다. 거제 해금강은 거제시에서 선정한 거제팔경 중 첫 번째 손꼽히는 절경이다. 원래의 이름은 갈도(葛島)이며, 경상 누층군 성포리층으로 구성된 사자바위(일월관암)와 십자동굴 등의 기암괴석들이 빼어난 자연경관이 그 신비로움을 더한다. 1971년 명승 제2호로 지정되었으며, '거재 해금강'으로 등재되어 있다. 주요 바위로는 사자바위, 미륵바위, 촛대바위, 신랑바위, 신부바위, 해골바위, 돛대바위 등이 있다.
거제 신선대와 성포리층
외도와 내도

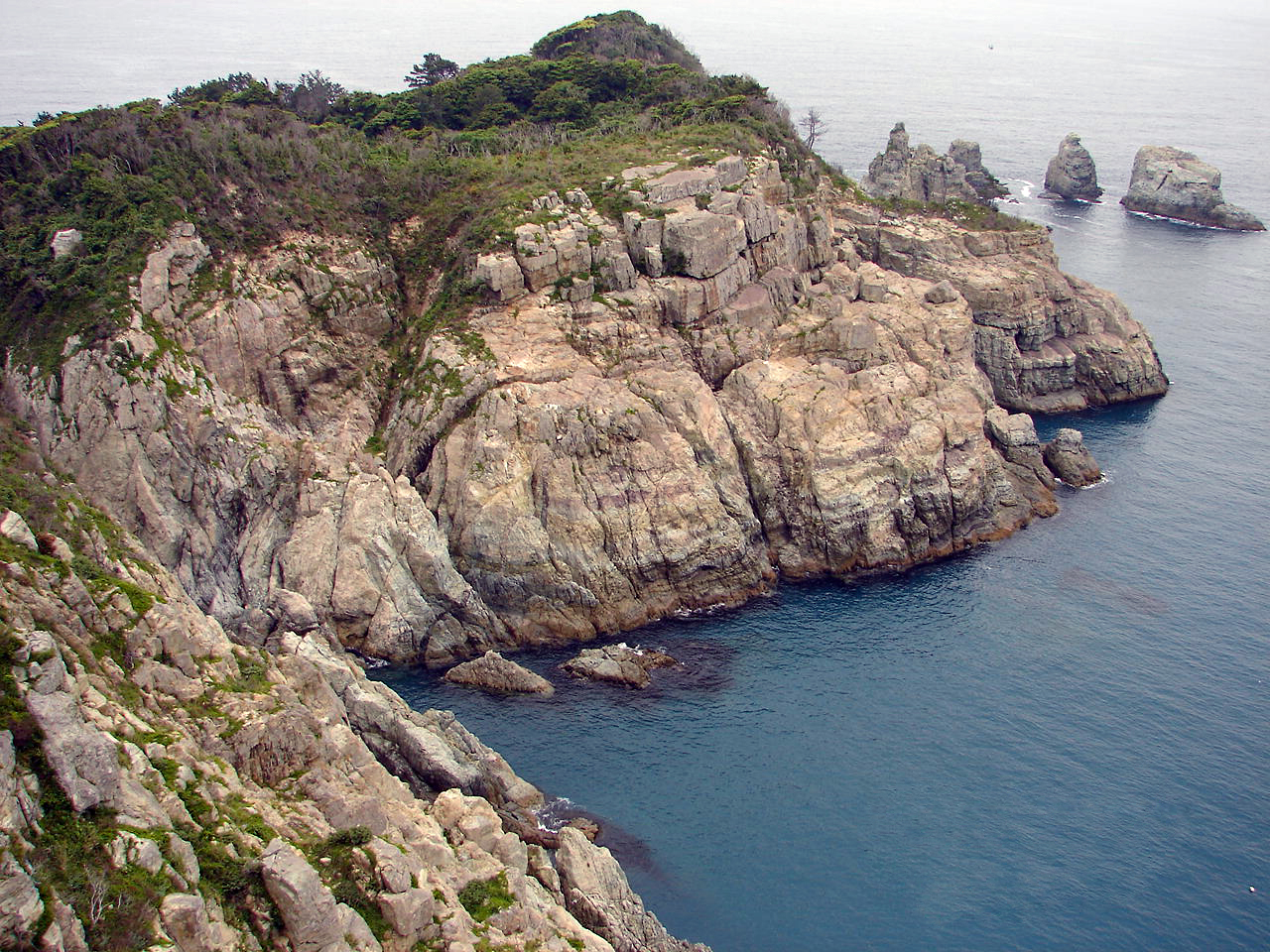
외도

일운면 동쪽 해상에 위치한 내도와 외도는 깨끗한 한려해상국립공원에 고고히 서 있다. 안쪽에 있는 안섬이 내도 이고, 바깥에 있는 섬이 외도이다. 내도는 거북이가 외도를 향해 떠가는 형상을 하여 거북섬이라고도 하며, 공룡발자국이 발견된 곳이다.
국내에서는 드문 해상 식물원(명칭은 외도 보타니아)이기도 하다. 외도에서 조망하는 깨끗한 한려수도의 모습도 인상적이다.
거제 8경중 제 1경이다.

### 인공유산
거제포로수용소

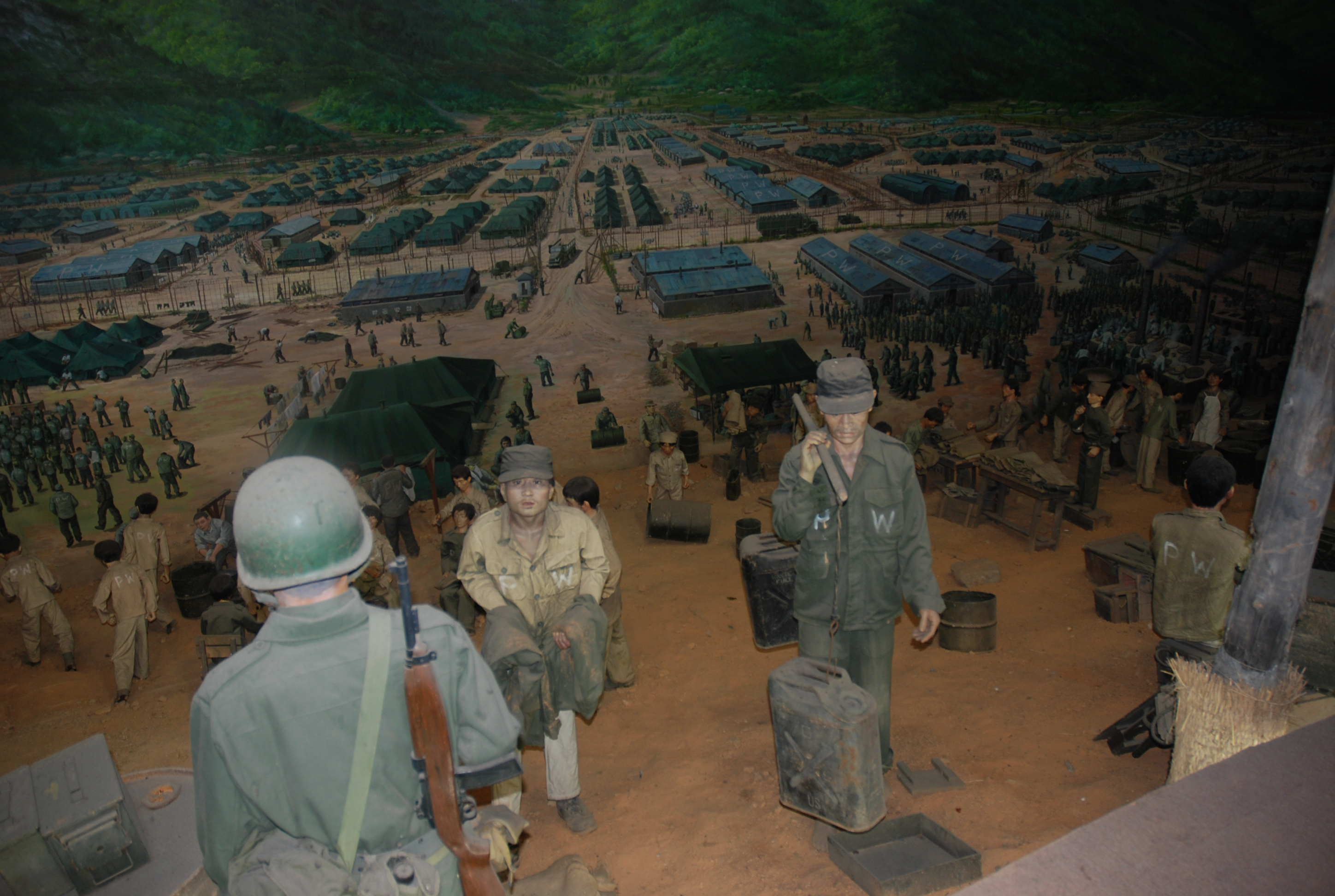
거제포로수용소 디오라마관

1950년 6월 25일 6.25 전쟁으로 인한 포로들을 수용하기 위해 당시로서는 육지와의 교통수단이 배 밖에 없었던 거제도에 1951년부터 고현과 수월 등지를 중심으로 설치한 수용소다. 1983년 12월 20일에 경상남도 문화재자료 제99호로 지정되었다. 1950년 11월 27일 유엔군에 의해 거제시 옛 신현읍, 연초면, 남부군 일대의 1,200헥타아르 규모의 수용소가 설치되었고, 1951년 2월부터 포로수용소 업무가 시작되었다. 포로수용소는 60, 70, 80, 90 단위의 숫자가 붙은 구역으로 나뉘었고, 1개의 단위구역에는 6,000명을 수용하였다. 각 구역의 하부 구조로 수용동이 있었고, 전체 수용소는 4개의 구역과 28개의 수용동으로 구성되어 있었다. 중앙 계곡에는 제6구역, 동부 계곡에는 제 7, 8, 9 구역이 설치되었다. 또한 이러한 시설과 규모를 자체 지원할 수 있는 비행장, 항구, 보급창, 발전선박, 병원, 도로, 탐조등을 설치하여 운영하였다.
포로수용소 유적은 1983년 12월 20일에 경상남도 문화재자료 제99호로 지정되었고, 야외 캠프와 일부 유적터만 남아 있던 포로수용소 유적지를 확장하여 1999년 유적관을 1차로 개관하였고, 2002년 11월 30일 유적공원을 준공하여 2차로 개관하였으며, 2005년 5월 27일에는 흥남철수작년 기념 조형물을 준공하여 거제도 포로수용소 유적공원으로 탈바꿈하였다.
고현성

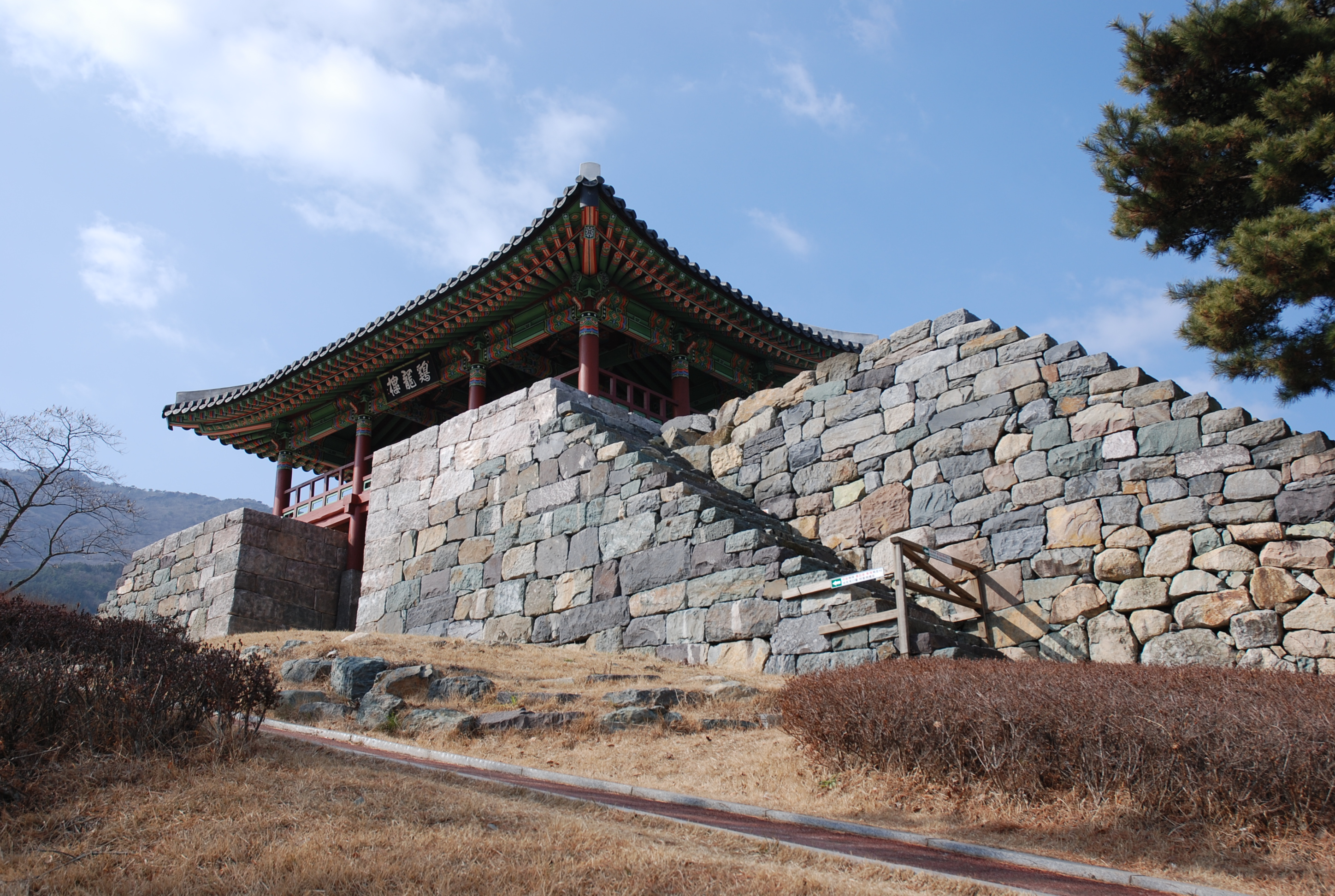
거제 고현성

고현성은 경상남도 기념물 제46호로 경상남도 거제시 고현동에 위치하고 있다. 1451년 조선 문종 대에 쌓기 시작하여 1453년 단종 원년에 완성하였다. 아울러 사등성에 있던 거제의 관아도 이곳으로 이전하였으며 이후 이 성은 1663년 현종 4년에 관아를 거제면쪽으로 옮기기 전까지 거제의 읍성의 역할을 하였다.
동국여지승람에 고현성은 둘레 3,038척(약 9.2km), 높이 13척(3.93m)이었으며, 남해안의 읍성 가운데 중간 크기정도였다고 기록되어 있다. 동남북에 세워진 성문에는 몸을 숨겨 적을 공격할 수 있는 낮은 담을 설치하였다. 입구에는 기역자 모양의 또 다른 옹성을 마련해 외부로부터 완전히 엄폐되어 있다. 또 외부로부터 오는 접근을 막기 위해 방어용 해자를 설치하는 등, 성의 형태는 조선시대 전형적인 읍성의 구조를 갖추고 있었다. 현종 때 관아가 거제로 옮겨간 이후 성 내부는 폐허로 변했지만, 1950년 이전까지만 해도 성 자체는 거의 원형을 유지하고 있었다. 그러다가 1950년 6.25 전쟁 때 유엔군이 이곳에 포로수용소를 설치함으로써 성이 급속도로 파괴되어 지금은 800m 정도만 남아 있다. 현재 시청 옆에 자리를 잡고 있으며, 성 안은 농경지와 주택지로 변하였다.
거제현 관아

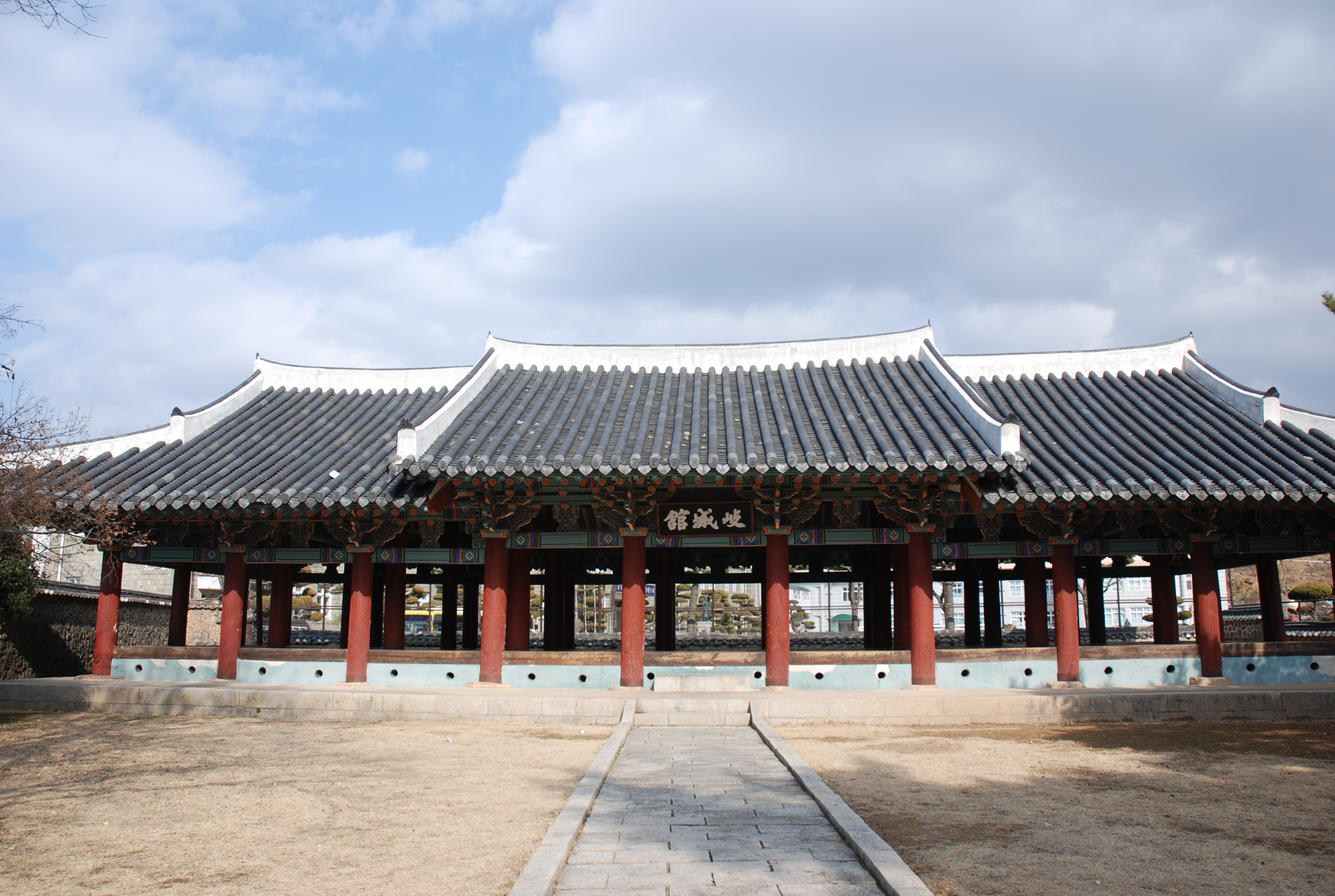
거제현 관아 유적지

거제현 관아 기성관(岐城館)은 국가지정문화재 사적 제484호로 거제시 거제면 동상리에 자리잡고 있다. 거제 지역에는 왜구의 침략이 잦았기 때문에, 조선 초기에 이를 방어하기 위해 옥포, 조라, 가배, 장목 등 일곱 곳에 군사기지를 설치하였다. 이후 1470년 성종 원년에 거제현이 거제부로 승격되어, 일반행정과 함께 군사업무를 총괄할 목적으로 고현성에 이 건물을 세웠다. 따라서 기성관은 건립 당시 이 지역의 행정, 군사를 책임지는 거제부 관아의 중심 건물이었다. 그러나 1593년 선조 26년 한산도에 삼도수군통제영이 설치되면서 기성관은 객사로 그 용도가 변경되었다. 기성관은 임진왜란 때 고현성이 함락되면서, 불타버렸던 것을 1663년 현종 4년에 지금의 위치로 옮겨 다시 지어진 것이다.
옥포대첩기념공원
거제시 옥포2동에 위치한 기념공원이다. 1592년 5월 7일 전라좌수사 이순신 장군과 경상우수사 원균 장군이 공동으로 작전을 진행하여 현 대우조선이 위치한 옥포만에서 왜선 50여 척 중 26척을 격침시켰다. 옥포해전은 임진왜란의 첫 승첩이며, 이후의 전황을 유리하게 전개시키는 계기가 되었다. 임진왜란 발발 이후 충무공 이순신 장군이 첫 승전한 옥포해전을 기념하고 충무공 정신을 후세에 길이 계승하기 위해 유서 깊은 옥포만이 내려다 보이는 옥포동 산1번지 일대에 33,037평 규모로 조성한 기념공원이다. 1991년 12월에 기공식을 가지고 높이 30m의 기념탑과 참배단, 옥포루, 팔각정, 전시관 등을 건립해 1996년 6월에 준공하였다. 옥포루에 오르면 정면으로 보이는 옥포만의 푸른 바다를 볼 수 있다. 공원에서는 매년 음력 6월 보름즈음에 3일간 옥포대첩기념제전 행사가 성대하게 개최되는데, 기념식을 비롯하여 제례행상, 문화예술, 민속, 이벤트 행사 등이 다양하게 진행된다.
산방산비원
거제시 둔덕면 산방산 자락에 위치하고 있으며 청마 유치환(靑馬 劉致環) 선생 생가 및 기념관과 가까운 자연농원이다. 각종 식물과 꽃들이 자생하고 있으며 내부는 정원처럼 꾸며놓아 거제의 또 하나의 볼거리이다.
칠천량해전공원
임진왜란 당시 칠천량해전이 벌어졌던 장소인 거제시 칠천도에 위치하고 있다. 공원 내부엔 전시관이 위치하며 전시관은 8가지 테마로 임진왜란 당시의 정황과 칠천량 해전에 관한 자세한 사항을 소개하고 있다.
가배항
거제시 동부면 가배리 가배마을에 위치하고 있으며 임진왜란 당시 가배량전투가 벌어졌던 곳이다. 장사도(경남 통영시)로 가는 유람선이 가배항 유람선터미널에서 출발한다.
둔덕기성
거제시 둔덕면에 위치하며 산방산비원, 청마 유치환 선생 생가 및 기념관과 가깝다. 동산 위에 설치된 석성(石城)이며 현재는 성벽이외에 나머지는 터만 남아있는 상태다. 고려 18대 왕 의종(毅宗)이 무신정변으로 폐위되어 이곳에 유폐되었다 해서 폐왕성(廢王城) 이라고도 불린다. 성위에 올라서면 견내량(통영과 거제 사이의 바다)과 거제대교가 한눈에 내려다 보인다.
조선소

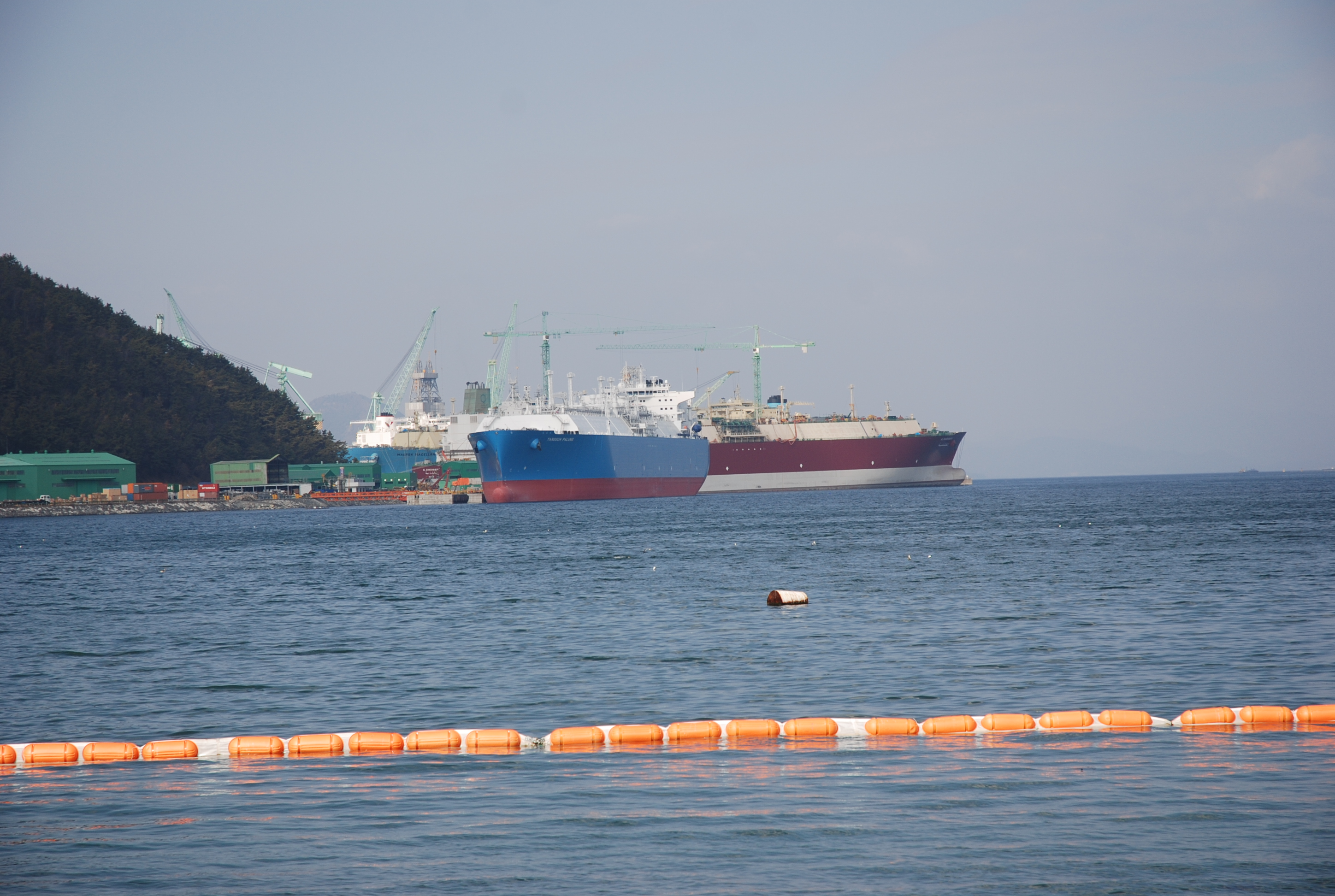
고현의 삼성조선소

1973년 옥포항에서 착공하여 1981년 준공한 대우조선해양과 1974년 고현동(신현)에서 착공하여 1979년 준공한 삼성중공업은 1980년대와 1990년대를 거쳐, 21세기에는 한국의 조선업이 일본을 체지고, 세계 1위로 끌어올린 1등공신이다. 조선산업은 단지 조선업뿐만 아니라 국방과 기타 기간산업 그리고 부가 산업을 발전시켰을 뿐만 아니라 거제의 경제를 지탱하는 두 기둥이 되었다. 거제도에서 빼놓을 수 없는 구경거리이기도 하다.

### 박물관
해금강테마박물관

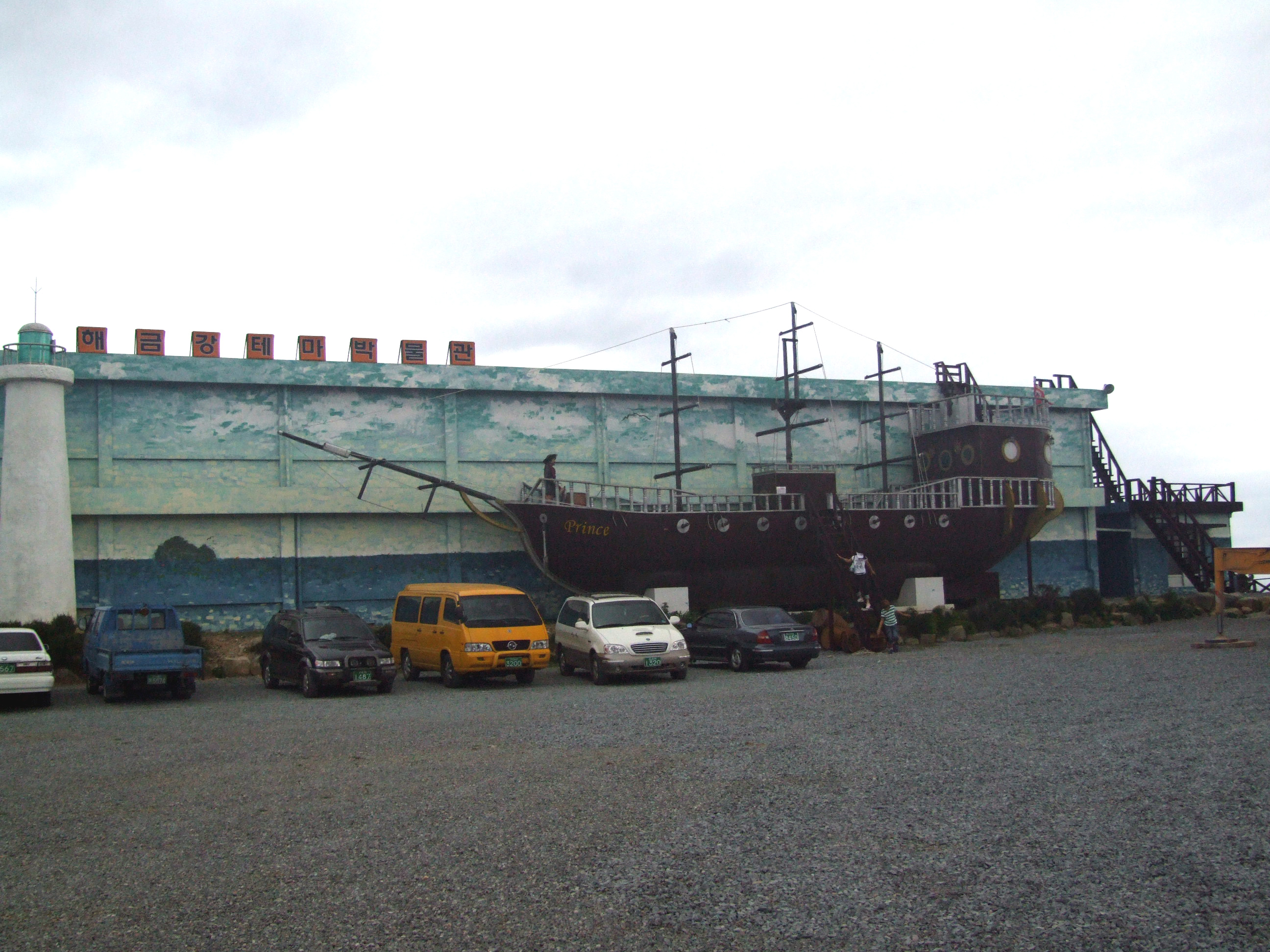
거제테마박물관

50년대말~70년대 중후반까지 시간 여행을 할 수 있는 곳이다. 박정희 시절의 국정교과서부터 그 당시의 교실, 책상과 거리를 그대로 옮겨놓았다. 1층은 시간여행을 할 수 있는 공간이며, 2층은 유럽을 테마로한 모형 박물관이다. 또한 입구에는 커다란 배를 전시해 둠으로써 아이들이 놀 수 있는 모든 공간을 창조하였다. 거제시 남부면 갈곶리 262-5번지에 위치한다.
거제조선해양문화관
기존 거제어촌민속전시관에 거제조선테마파크를 합쳐서 만들어진 시립박물관이다. 어촌민속전시관(1관)과 조선해양문화관(2관)으로 나뉘며, 일운면 지세포리에 위치하고 있다.
어촌민속전시관은 지상 2층규모로써, 생활의 바다/전통의 바다(2층),체험의 바다/부흥의 바다(1층) 4개관으로 구성되어있다.
조선해양문화관은 지상 2층규모로써, 어린이조선소/제1도크 선박역사관/제2도크 조선기술관/제3도크 미래 스마트 선박 체험관/영상탐험관 5개관으로 구성되어있다.
거제박물관
거제시 옥포2동에 위치한다. 1991년 12월 21일에 정식 개관하였다. 현재 거제도의 민속유물과 삼국시대, 근세시대의 유물등을 전시하고 있다. 

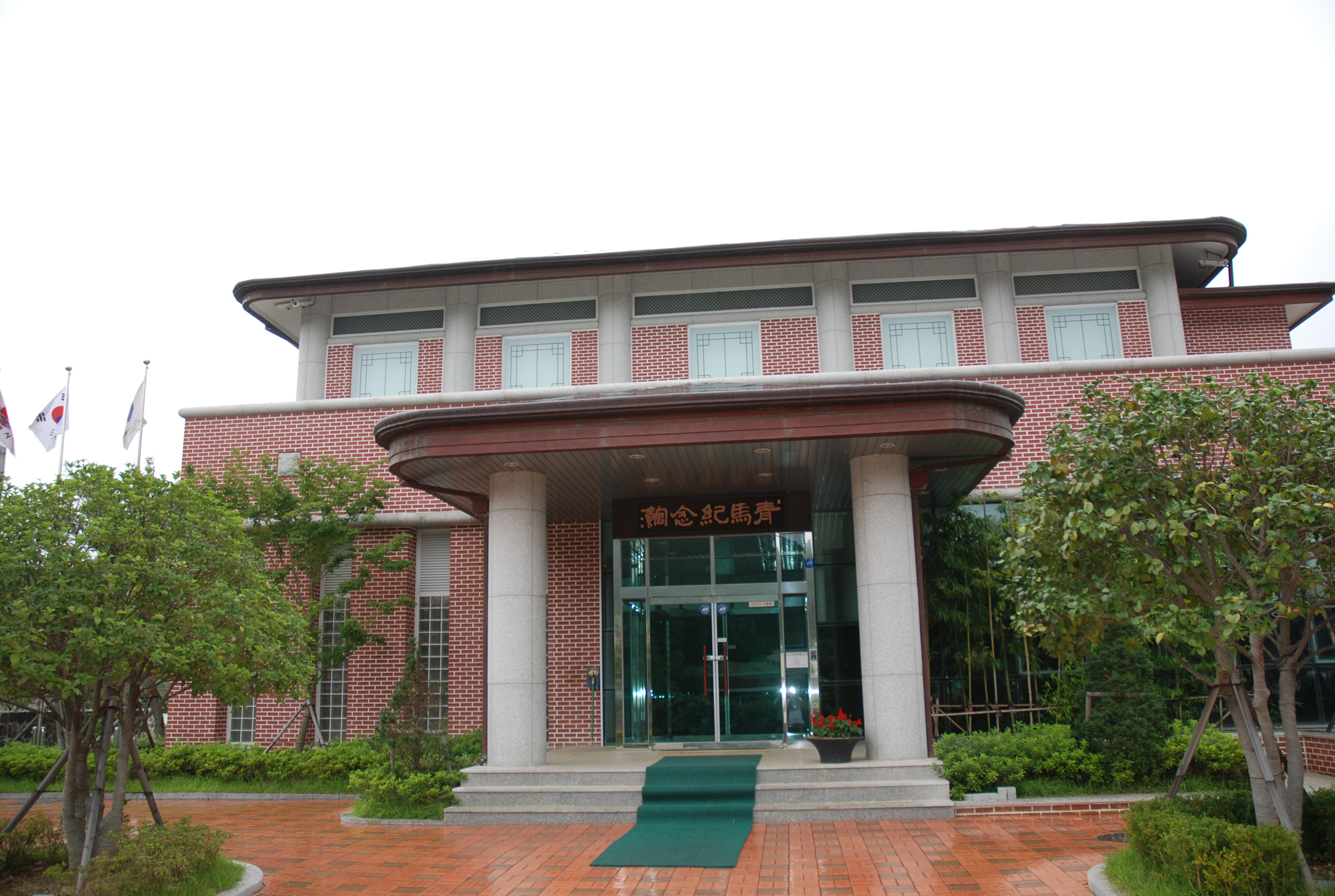
청마기념관
청마기념관은 거제도 출신의 청마 유치환 선생을 기리기 위해, 거제시 둔덕면 방하리 505-1번지에 세운 유치환 선생의 기념관이다. 거제도 둔덕골은 1908년 유치환이 아버지 유준수와 어머니 박우수 사이에서 차남으로 태어난 곳이며, 8대째 청마 유치환의 부모와 조상들이 살아온 곳이다. 주변에는 청마 생가가 2000년 5월에 복원되었으며, 생가는 두 채의 초가로 싸리대문과 텃밭과 우물 등 청마가 태어난 1908년 옛 모습 그대로 복원되어 있다.

### 해수욕장

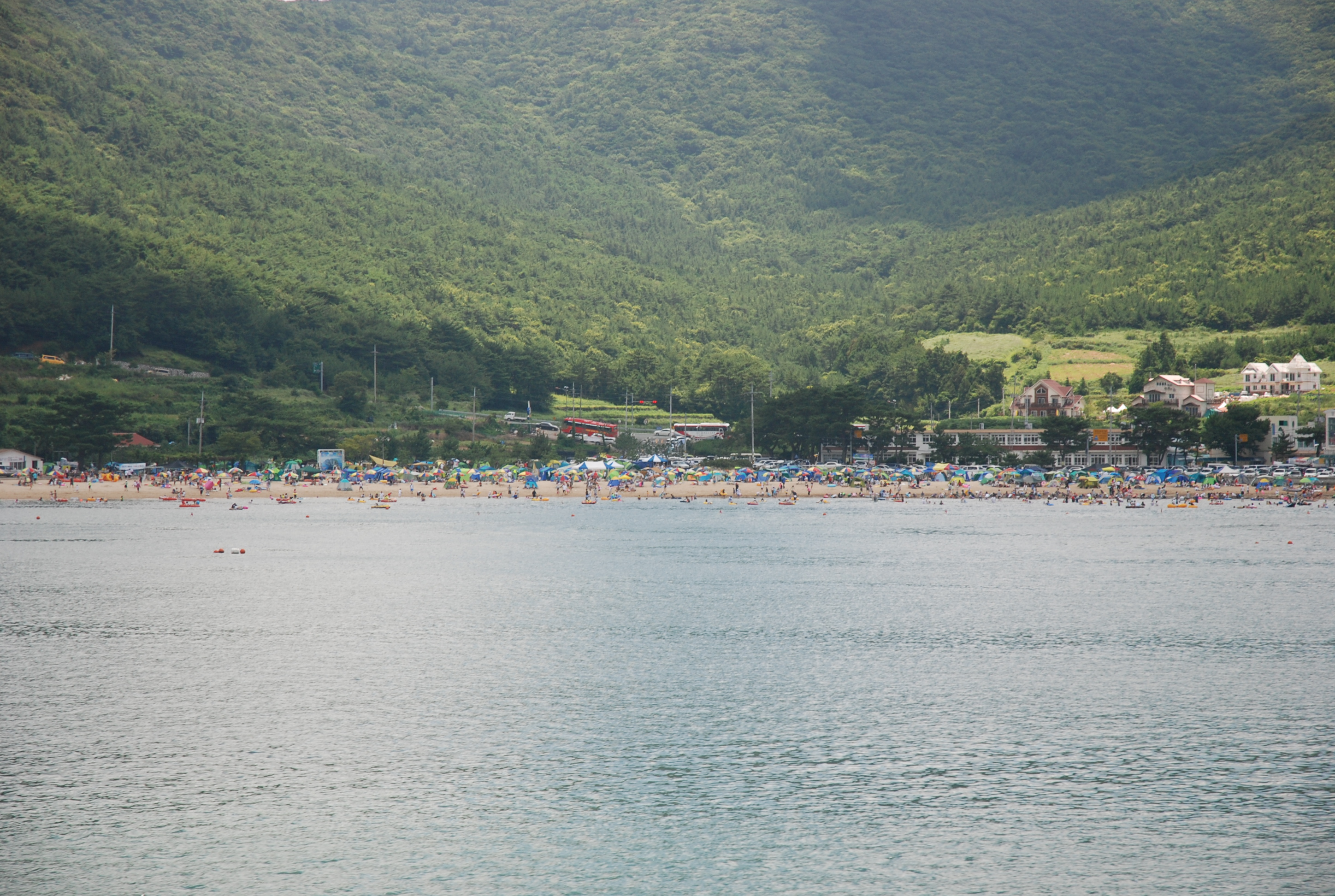
거제명사해수욕장

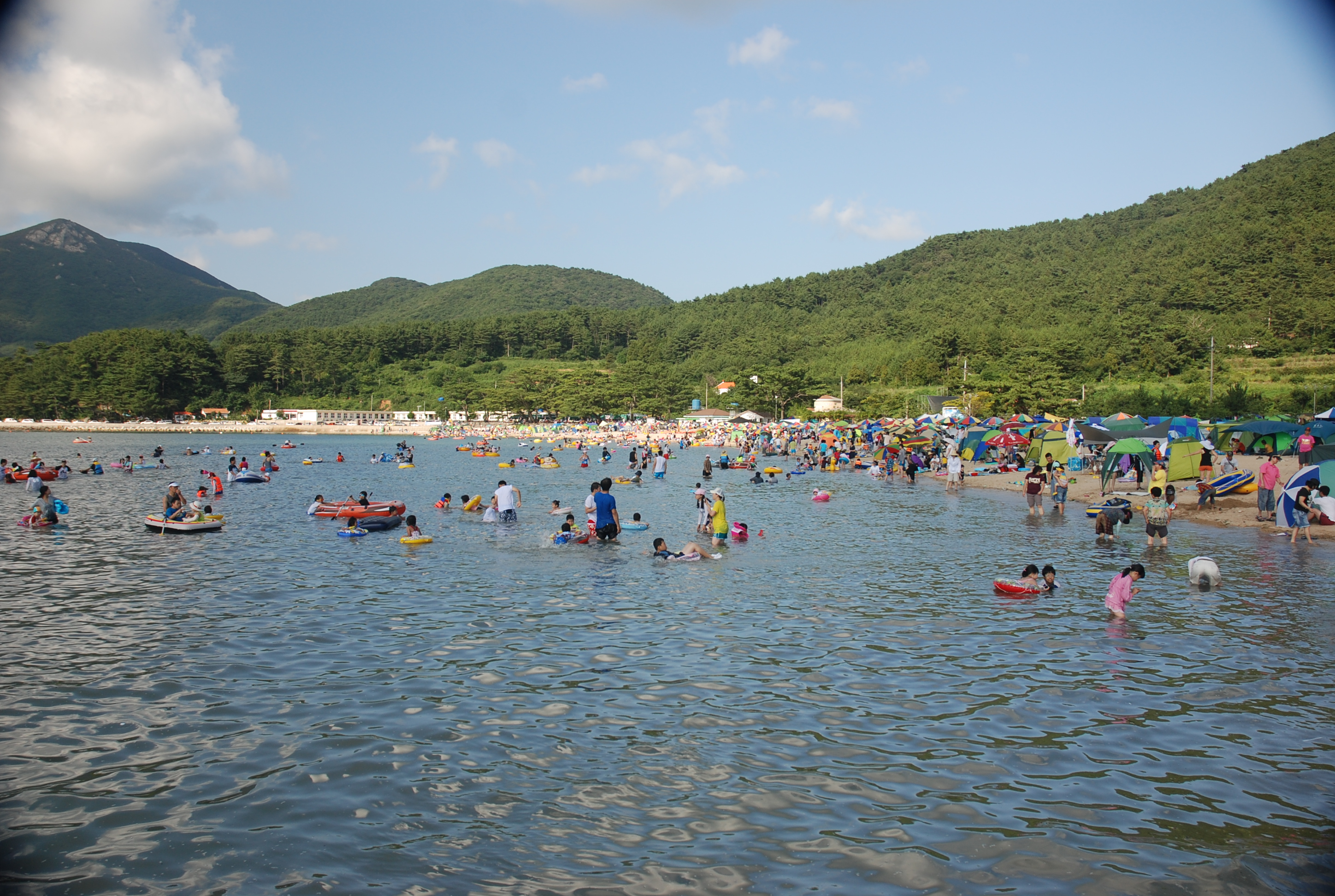
거제명사해수욕장

| - 와현모래숲해변 - 구조라해수욕장 - 명사해수욕장 - 덕원해수욕장 - 물안해수욕장 - 농소해수욕장 - 황포해수욕장 - 흥남해수욕장 - 덕포해수욕장 - 죽림해수욕장 | - 옥계해수욕장 - 사곡해수욕장 - 구영해수욕장 - 학동흑진주몽돌해변 - 함목해변 - 여차해변 - 망치해변 |

### 음식

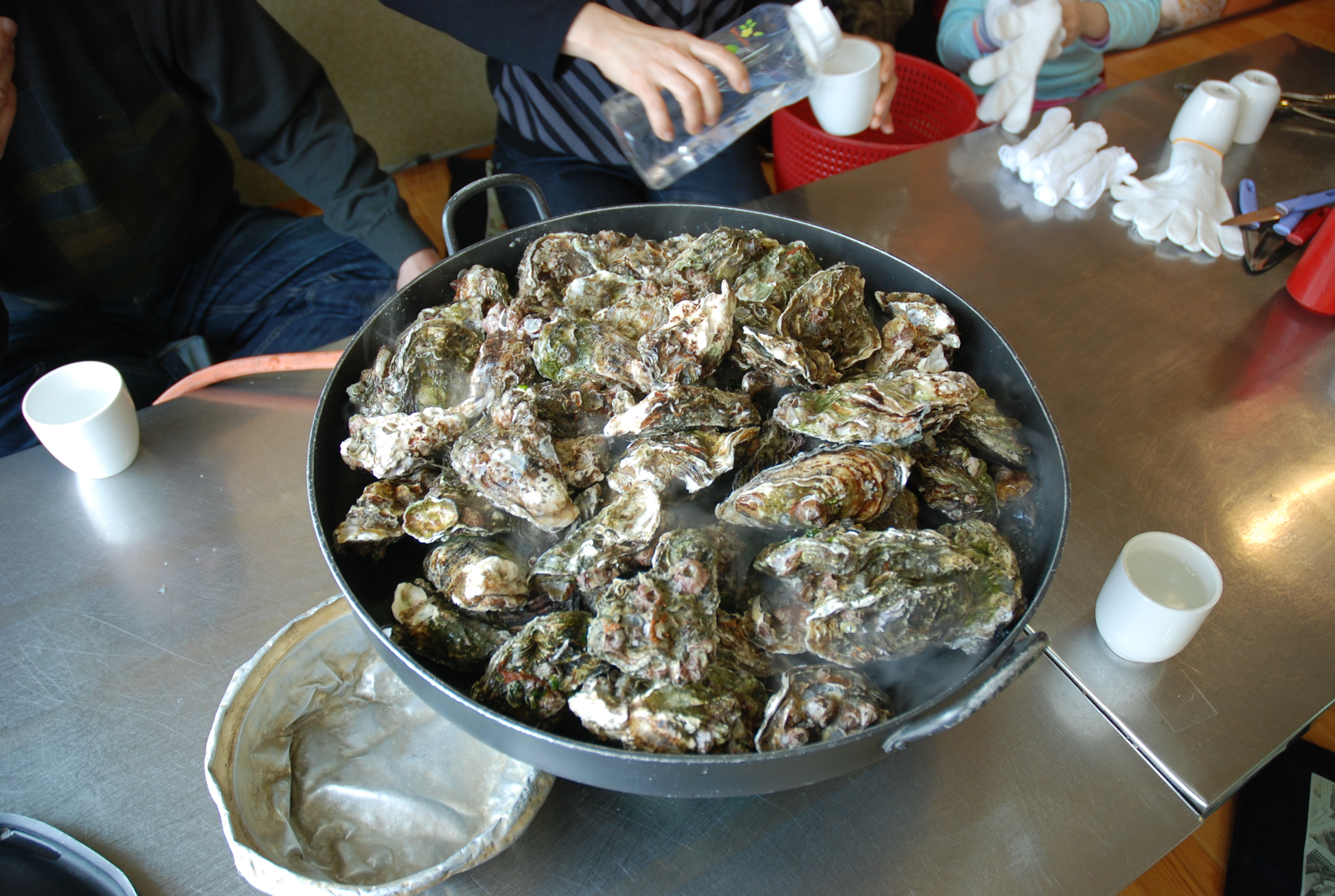
거제 굴구이 요리

거제시에서 지정한 8품 특산품으로는 유자, 대구, 멸치와 멸치액젓, 고로쇠 수액, 표고버섯, 굴, 미역, 한라봉이 있다. 한라봉은 거제의 따듯한 기후조건으로 인해 내륙인 거제도에서도 생산이 되며, 특산품점 등에서 제주도산이 아닌 거제도산 한라봉을 맛 볼 수 있다.
거제8미라 일컫는 거제의 관광 향토음식으로는 멍게-성게비빔밥과 도다리쑥국, 물메기탕, 어죽, 볼락구이, 대구탕, 굴구이, 생선회 등이 있다. 거제도의 생선은 대부분 통영을 통해 유입이 되며, 거제도는 성게나 멍게 또는 굴과 같은 양식업이 어업보다는 발달해 있다. 가장 유명한 음식 중 하나인 멍게비빔밥이나 성게비빔밥은 신선한 멍게나 성게를 살짝 얼려두었다가 김과 함께 흰 쌀밥에 비벼먹는 특미이다. 굴구이는 거제도에서 많이 볼 수 있는 요리 형태로 넓찍한 철판냄비에 껍질을 까지 않은 굴을 통째로 올려, 불을 가해 살짝 데친 상태로 익혀 먹는 것이다.

### 문화시설
- 영화관
  - CGV 거제
- 공연예술 회관
  - 거제문화예술회관
- 거제스포츠파크

거제현 관아가 위치한 거제면에 위치하며 계룡산, 선자산을 경계로 고현동, 상동동과 이웃하고 있다. 농구장, 축구장, 베드민턴장 등의 체육시설이 설치되어 있다.

## 인구
거제시의 인구 중 가장 많은 곳은 고현동으로 14.97%인 35,031명이 있으며, 가장 적은 곳은 남부면으로 0.64%인 1,490명이 있다. 도시 지역은 전체 인구 중 78.13%가 거주하고, 농촌 지역에는 21.87%가 거주한다.(2023년 12월 기준)
2023년 12월을 기준으로 세대수는 104,565세대에 인구는 234,038명이며, 인구밀도는 579.5/km2이다. 2023년 12월말 기준으로 외국인은 내국인의 5% 정도인 11,773명이며 경상남도에서는 김해시(21,425명), 창원시(16,422명)에 이어 세번째로 많으며, 그 뒤를 양산시(6,948명)가 잇고 있다. 국적별로는 베트남 2,395명, 우즈베키스탄  1,181명, 인도네시아 996명, 네팔 949명, 스리랑카 942명, 타이 547명, 미얀마 537명의 외국인이 거주하고 있다.
인구증가율은 2007년 3.4%에서 2008년 4.3%로 증가, 2009년 3.8%, 2010년 1.2%, 2011년 상반기에 0.4% 증가했으나, 현재는 계속해서 인구가 줄어들고 있는 추세이다. 평균 연령은 42.1세이고, 40대 인구가 46,089명으로 전체의 19.69%로 가장 많으며, 70세 이상 고령인구는 19,828명이며 전체의 8.47% 정도이다.

## 교육
거제시에는 대학교 1개를 비롯하여, 거제고등학교와 해성고등학교를 포함한 사립고등학교 2개와 국공립고등학교로는 거제중앙고등학교, 거제제일고등학교, 거제옥포고등학교, 연초고등학교, 거제상문고등학교가 있다. 전문계고등학교로는 거제공업고등학교와 거제여자상업고등학교, 경남산업고등학교 3개가 있다. 그 외에 사립중학교 5개와 국공립 중학교 14개가 있으며, 39개의 초등학교와 57개의 유치원이 있다.

#### 유치원
| 유치원 | |
| --- | --- |
| \| 공립 - 거제유치원(단설) - 사등유치원(단설) - 한아름유치원(단설) - 거제양정초병설유치원 - 거제용소초병설유치원 - 거제초병병설유치원 - 계룡초병설유치원 - 국산초병설유치원 - 기성초병설유치원 - 능포초병설유치원 - 동부초병설유치원 - 동부초율포분교병설유치원 - 명사초병설유치원 - 사등초병설유치원 - 송정초병설유치원 - 수월초병설유치원 - 숭덕초병설유치원 - 신현초병설유치원 - 아주초병설유치원 - 연초초병설유치원 - 오량초병설유치원 - 오비초병설유치원 - 옥포초병설유치원 - 외간초병설유치원 - 외포초병설유치원 - 일운초병설유치원 - 장목초병설유치원 - 장승포초병설유치원 - 장평초병설유치원 - 제산병설유치원 - 창호병설유치원 - 칠천초병설유치원 - 하청초병설유치원 \| 사립 - 고현유치원 - 동그라미유치원 - 동백유치원 - 라온숲유치원 - 룸비니유치원 - 무궁화유치원 - 미루유치원 - 새들유치원 - 서강유치원 - 성균관유치원 - 성미유치원 - 세종유치원 - 소리숲유치원 - 숲에온유치원 - 아이샘터유치원 - 예인유치원 - 옥포유치원 - 윤슬유치원 - 이솝유치원 - 장흥사유치원 - 큰별유치원 - 통큰아이유치원 - 한마음유치원 - 해달별유치원 \| | |
| 공립 - 거제유치원(단설) - 사등유치원(단설) - 한아름유치원(단설) - 거제양정초병설유치원 - 거제용소초병설유치원 - 거제초병병설유치원 - 계룡초병설유치원 - 국산초병설유치원 - 기성초병설유치원 - 능포초병설유치원 - 동부초병설유치원 - 동부초율포분교병설유치원 - 명사초병설유치원 - 사등초병설유치원 - 송정초병설유치원 - 수월초병설유치원 - 숭덕초병설유치원 - 신현초병설유치원 - 아주초병설유치원 - 연초초병설유치원 - 오량초병설유치원 - 오비초병설유치원 - 옥포초병설유치원 - 외간초병설유치원 - 외포초병설유치원 - 일운초병설유치원 - 장목초병설유치원 - 장승포초병설유치원 - 장평초병설유치원 - 제산병설유치원 - 창호병설유치원 - 칠천초병설유치원 - 하청초병설유치원 | 사립 - 고현유치원 - 동그라미유치원 - 동백유치원 - 라온숲유치원 - 룸비니유치원 - 무궁화유치원 - 미루유치원 - 새들유치원 - 서강유치원 - 성균관유치원 - 성미유치원 - 세종유치원 - 소리숲유치원 - 숲에온유치원 - 아이샘터유치원 - 예인유치원 - 옥포유치원 - 윤슬유치원 - 이솝유치원 - 장흥사유치원 - 큰별유치원 - 통큰아이유치원 - 한마음유치원 - 해달별유치원 |

#### 초등학교
| 초등학교 |                              |
| --- | ---------------------------- |
| \| 일반 - 거제고현초등학교 - 거제상동초등학교 - 거제양정초등학교 - 거제용소초등학교 - 거제중앙초등학교 - 거제초등학교 - 계룡초등학교 - 국산초등학교 - 기성초등학교 - 내곡초등학교 - 능포초등학교 - 동부초등학교 - 마전초등학교 - 명사초등학교 - 사등초등학교 - 삼룡초등학교 - 송정초등학교 - 연초초등학교 - 수월초등학교 - 숭덕초등학교 - 신현초등학교 - 아주초등학교 - 양지초등학교 - 연초초등학교 - 오량초등학교 - 오비초등학교 - 옥포초등학교 - 외간초등학교 - 외포초등학교 - 일운초등학교 - 장목초등학교 - 장승포초등학교 - 장평초등학교 - 제산초등학교 - 중곡초등학교 - 진목초등학교 - 창호초등학교 - 칠천초등학교 - 하청초등학교 - 대우초등학교 \| 분교 - 동부초등학교 율포분교 \| |                              |
| 일반 - 거제고현초등학교 - 거제상동초등학교 - 거제양정초등학교 - 거제용소초등학교 - 거제중앙초등학교 - 거제초등학교 - 계룡초등학교 - 국산초등학교 - 기성초등학교 - 내곡초등학교 - 능포초등학교 - 동부초등학교 - 마전초등학교 - 명사초등학교 - 사등초등학교 - 삼룡초등학교 - 송정초등학교 - 연초초등학교 - 수월초등학교 - 숭덕초등학교 - 신현초등학교 - 아주초등학교 - 양지초등학교 - 연초초등학교 - 오량초등학교 - 오비초등학교 - 옥포초등학교 - 외간초등학교 - 외포초등학교 - 일운초등학교 - 장목초등학교 - 장승포초등학교 - 장평초등학교 - 제산초등학교 - 중곡초등학교 - 진목초등학교 - 창호초등학교 - 칠천초등학교 - 하청초등학교 - 대우초등학교                                       | 분교 - 동부초등학교 율포분교 |

#### 중학교
| 중학교 |                                                                           |
| --- | ------------------------------------------------------------------------- |
| \| 공립 - 옥포중학교 - 신현중학교 - 거제고현중학교 - 거제 중앙중학교 - 계룡중학교 - 수월중학교 - 거제제일중학교 - 연초중학교 - 성포중학교 - 하청중학교 - 지세포중학교 - 동부중학교 - 옥포성지중학교 - 거제장평중학교 \| 사립 - 거제중학교 - 해성중학교 - 장목예술중학교 - 둔덕중학교 - 외포중학교 \| |                                                                           |
| 공립 - 옥포중학교 - 신현중학교 - 거제고현중학교 - 거제 중앙중학교 - 계룡중학교 - 수월중학교 - 거제제일중학교 - 연초중학교 - 성포중학교 - 하청중학교 - 지세포중학교 - 동부중학교 - 옥포성지중학교 - 거제장평중학교                                                                                    | 사립 - 거제중학교 - 해성중학교 - 장목예술중학교 - 둔덕중학교 - 외포중학교 |

#### 고등학교
| \| 공립 - 거제중앙고등학교 - 거제옥포고등학교 - 거제제일고등학교 - 연초고등학교 - 거제상문고등학교 보관됨 2021-05-06 - 웨이백 머신 \| 사립 - 거제고등학교 - 해성고등학교 \| 공립전문계 - 경남산업고등학교 - 거제공업고등학교 - 거제여자상업고등학교 \| |                                    |                                                                         |
| 공립 - 거제중앙고등학교 - 거제옥포고등학교 - 거제제일고등학교 - 연초고등학교 - 거제상문고등학교 보관됨 2021-05-06 - 웨이백 머신 | 사립 - 거제고등학교 - 해성고등학교 | 공립전문계 - 경남산업고등학교 - 거제공업고등학교 - 거제여자상업고등학교 |

#### 특수학교
| 특수학교                      |
| ----------------------------- |
| \| 특수학교 - 거제애광학교 \| |
| 특수학교 - 거제애광학교       |

#### 각종학교
| 각종학교                              |
| ------------------------------------- |
| \| 각종학교 - 애서튼국제외국인학교 \| |
| 각종학교 - 애서튼국제외국인학교       |

#### 대학교
| 대학교                    |
| ------------------------- |
| \| 대학교 - 거제대학교 \| |
| 대학교 - 거제대학교       |

## 교통

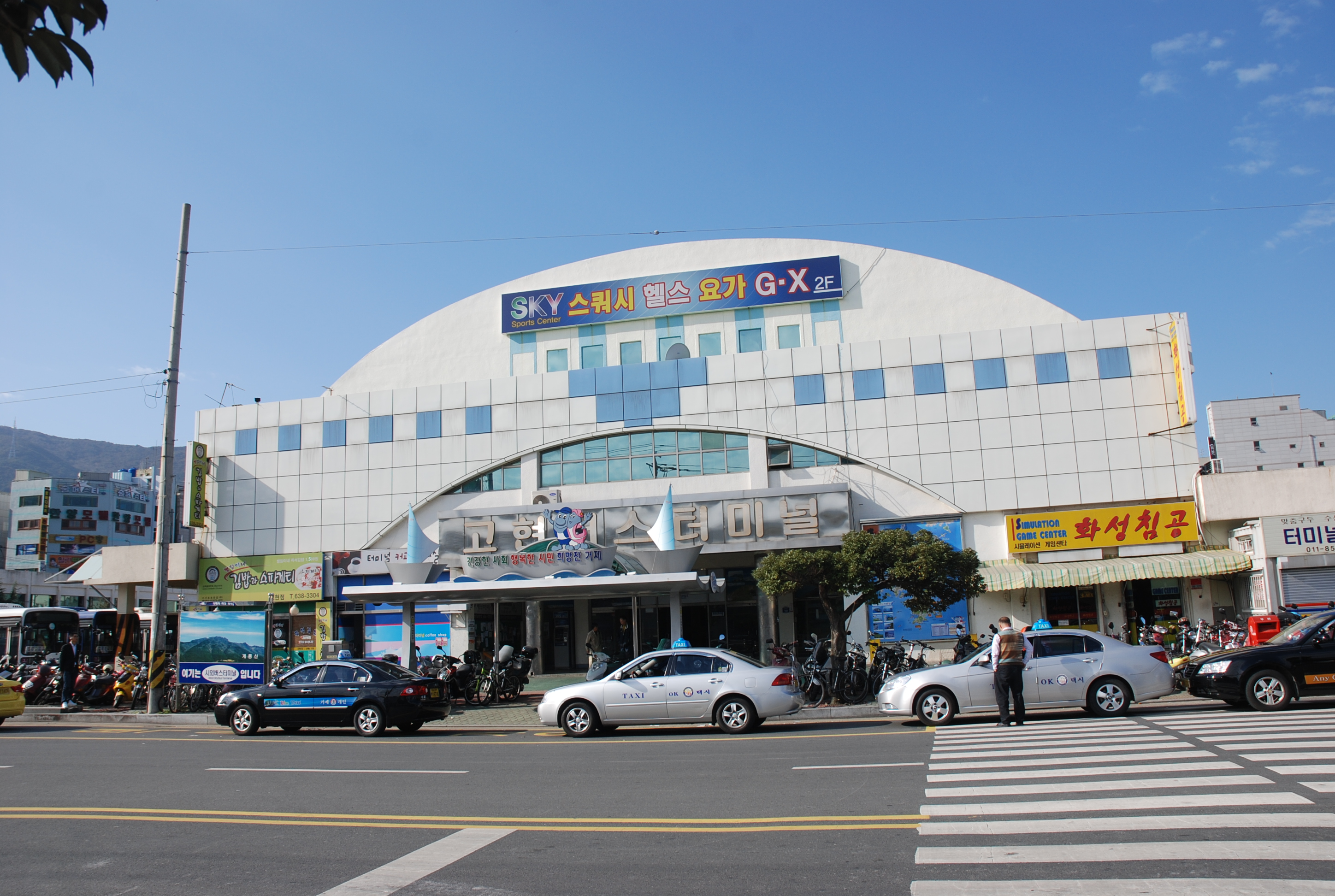
고현터미널

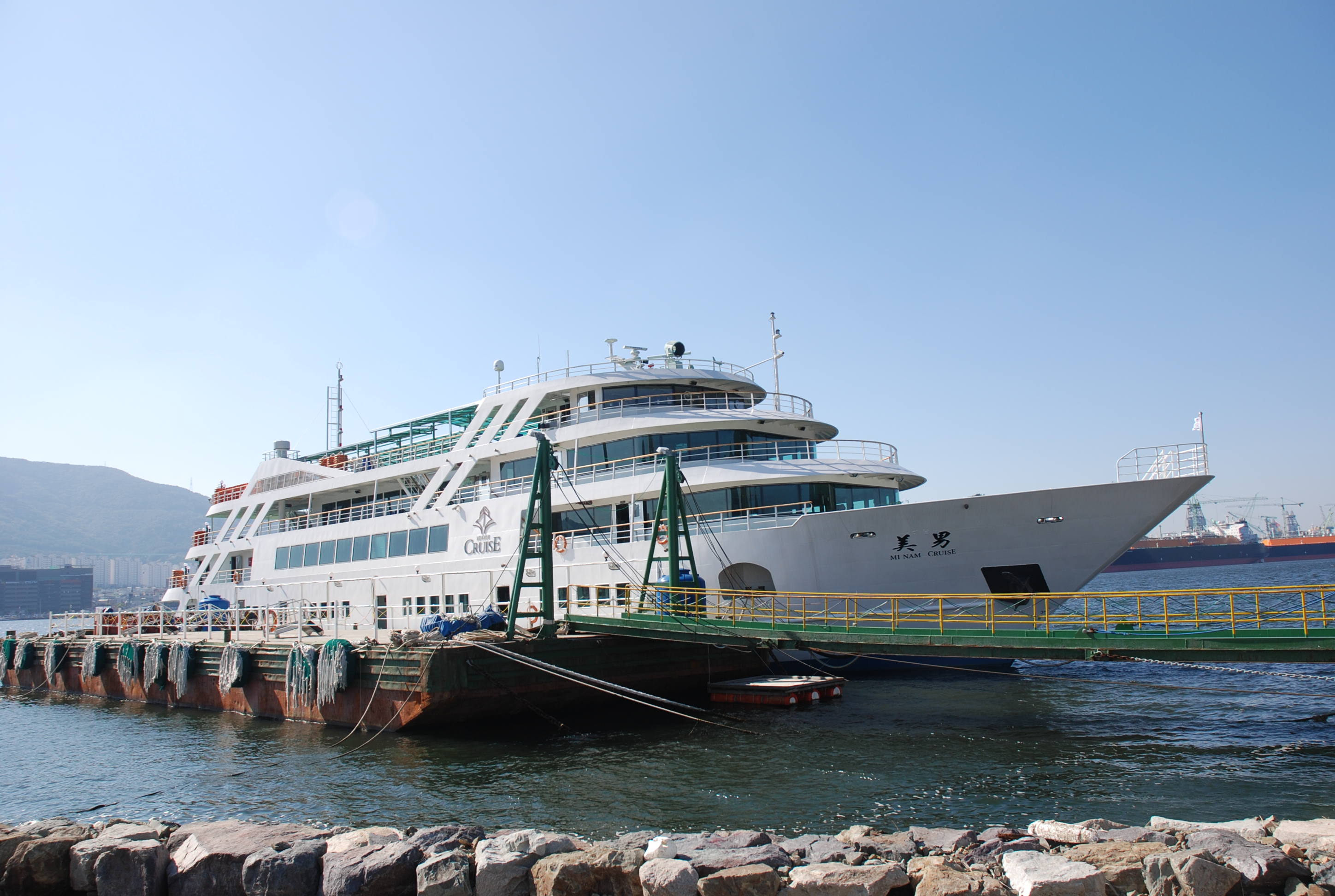
거제 미남크루즈

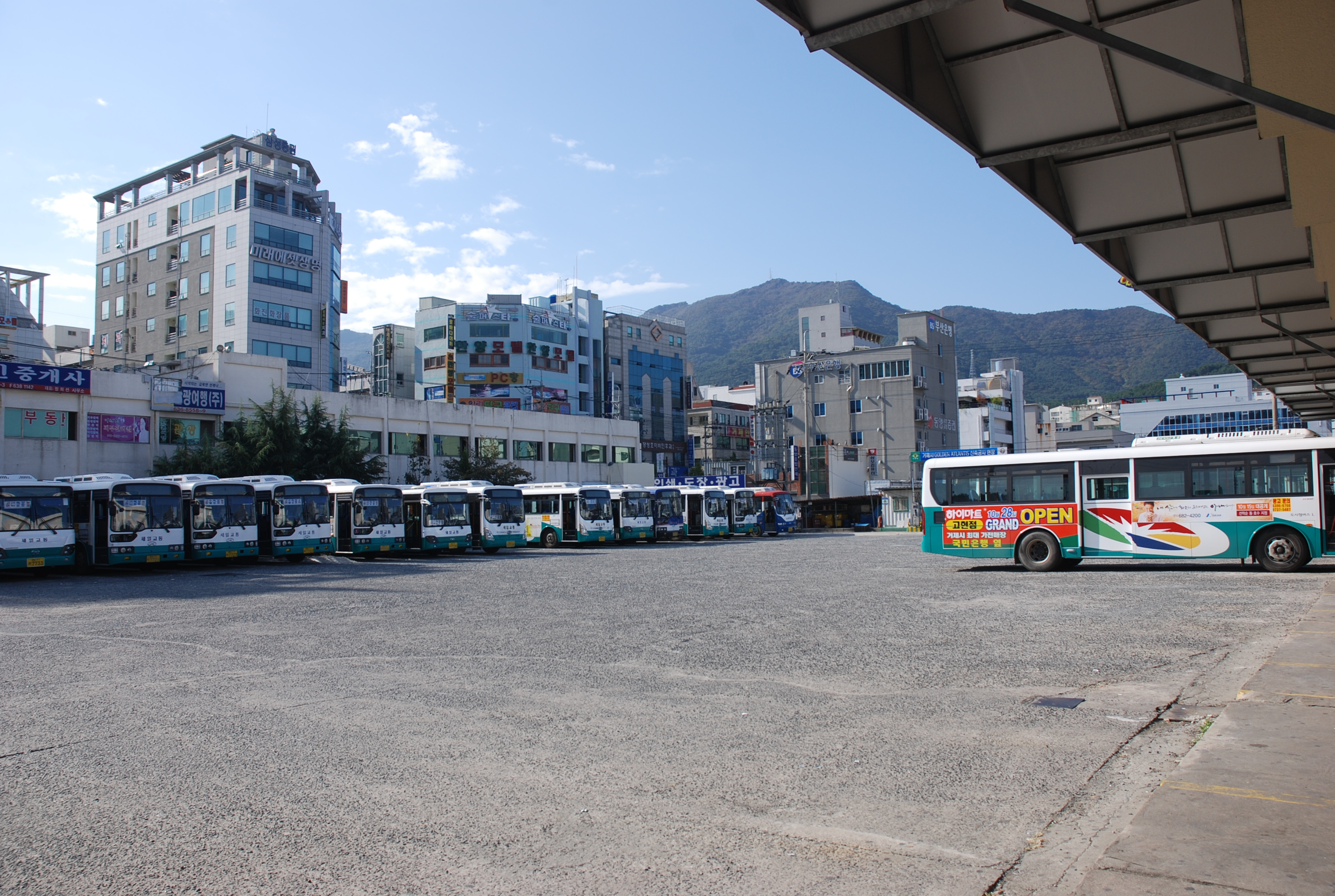
거제 시내버스 터미널

1999년 4월 22일에는 기존의 거제대교를 대체하는 신거제대교를 개통하여 통영과 통영대전고속도로를 통해 서울, 경기 지역을 쉽고 빠르게 접근하게 되었으며, 2010년 12월 14일 거가대교 개통으로 부산과도 연결되게 되었다.
뿐만 아니라 2000년 1월 1일에는 거제시 하청면 실전리와 칠천도의 어온리를 연결하는 칠천교가 개통되어 내부의 교통이 원활해졌다. 2009년 7월 13일에는 거제시 사등면 성포리에서 가조도간의 가조연륙교가 완성되어 개통되었으며, 2018년 9월 20일 거제시 거제면 법동리에서 산달도간의 산달연륙교가 완성되며, 큰 섬들을 연결하는 작업이 거의 마무리 단계에 이르렀다.

### 시외버스
거제시의 시내, 외부 교통은 모두 고현시외버스터미널을 중심으로 이루어진다. 하지만 서울, 부산으로 가는 경우에는 장승포시외버스정류장까지 간다.

### 시내버스
고현터미널, 장승포터미널은 시외버스 뿐만 아니라, 바로 옆에 시내버스 정류장도 연계 운영되고 있다. 2010년 7월 16일부터 시내버스 무료 환승제를 실시하고 있다. 환승을 위해서는 반드시 교통카드를 사용해야 한다. 현금 이용객이나 동일 노선을 환승할 때는 적용되지 않는다. 환승 제한시간은 30분이다.
- 거제 시내버스

### 항구

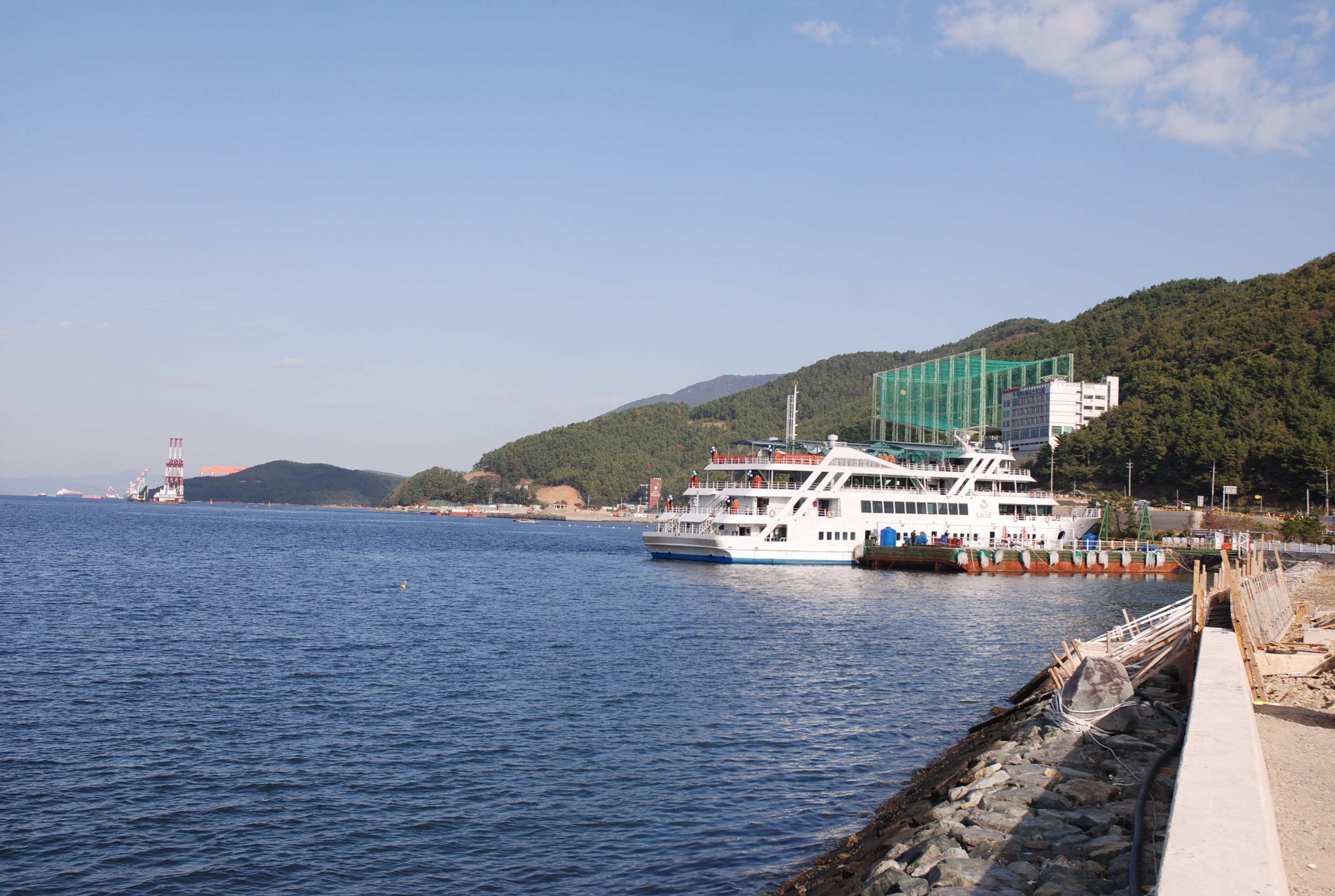
고현항

| - 거제항 - 계도항 - 고현항 - 구조라항 - 군령포항 - 금곡항 | - 지세포항 - 금포항 - 내도항 - 발포항 - 농소항 - 유교항 (거제시) - 고당항 | - 능포항 - 옥포항 - 외포항 - 다대다포항 - 발포항 - 두모항 | - 미포항 - 발포항 - 명사항 - 망치항 - 성포항 - 장승포항 |

### 페리
- 미남크루즈해양관광(주) (가조도 - 신거제대교 - 저도(거가대교))
- 장승포 유람선사 보관됨 2009-01-07 - 웨이백 머신(외도, 해금강, 매물도)
- 와현유람선(주) (외도-해금강-매물도)
- 구조라 유람선사 (외도-해금강-매물도)
- 해금강 유람선사 (해금강-외도기착)
- 여객선 매물도해운 (매물도, 소매물도)
- 매물도 유람 (저구-한산도-죽도)
- 도장포유람선 (도장포-해금강.외도.대·소병대도.매물도)

### 철도
직접적으로 연계되는 철도 노선은 없다. 좁고 긴 지형에 듬성듬성 산지가 많은 거제도의 환경적 특성상 철도가 놓이기 힘든 환경이다. 그래서 거제에서는 2시간 거리에 위치한 진주역, 마산역이나 부산역을 이용한다.

## 언론
| - 거제신문 - 뉴스앤거제 - 거제타임즈 - 모닝뉴스 | - 거제인터넷뉴스 보관됨 2010-01-30 - 웨이백 머신 - 거제뉴스 - 거제인터넷신문GJN - 거제중앙신문 |

## 갤러리

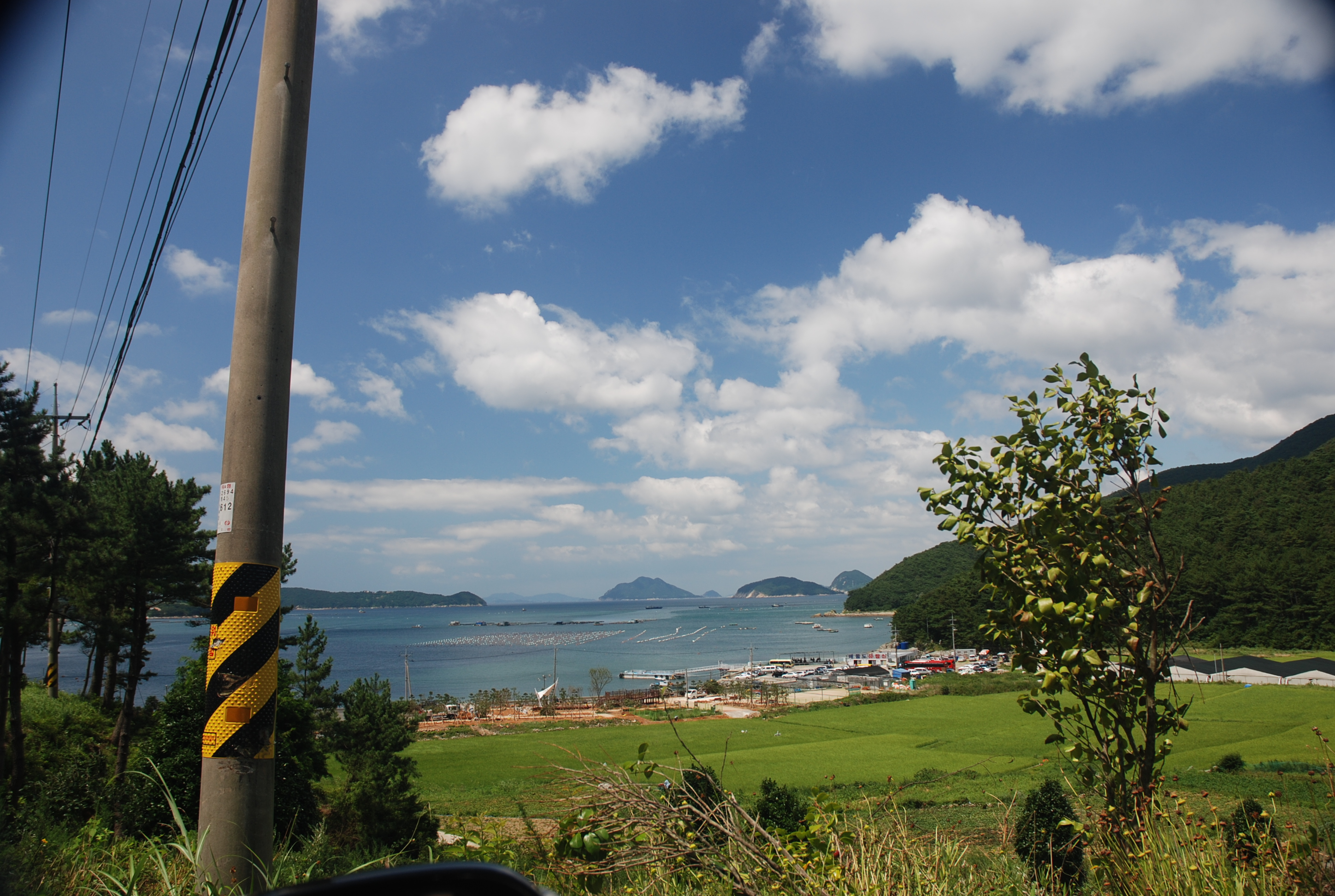
거제 저구항
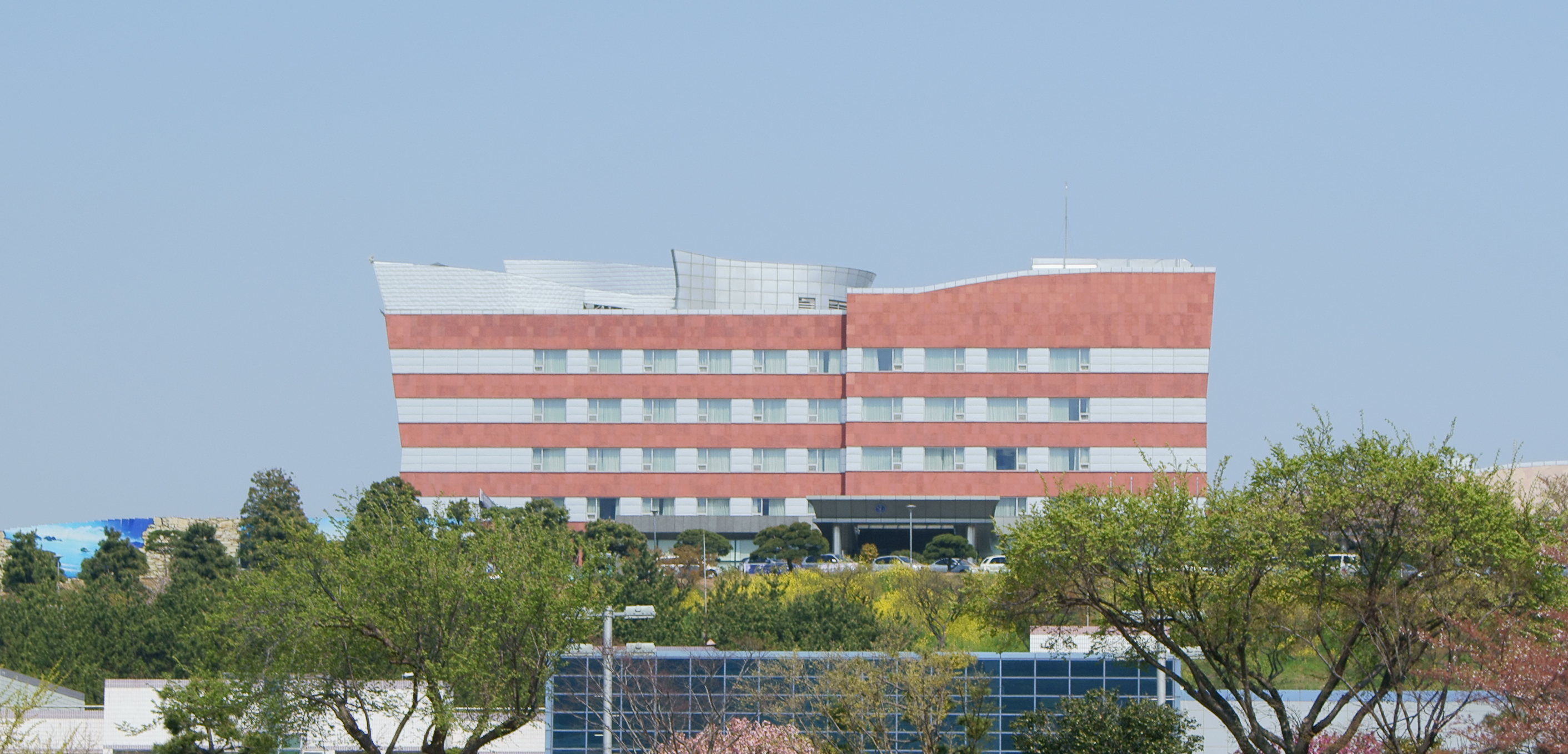
거제 삼성 호텔
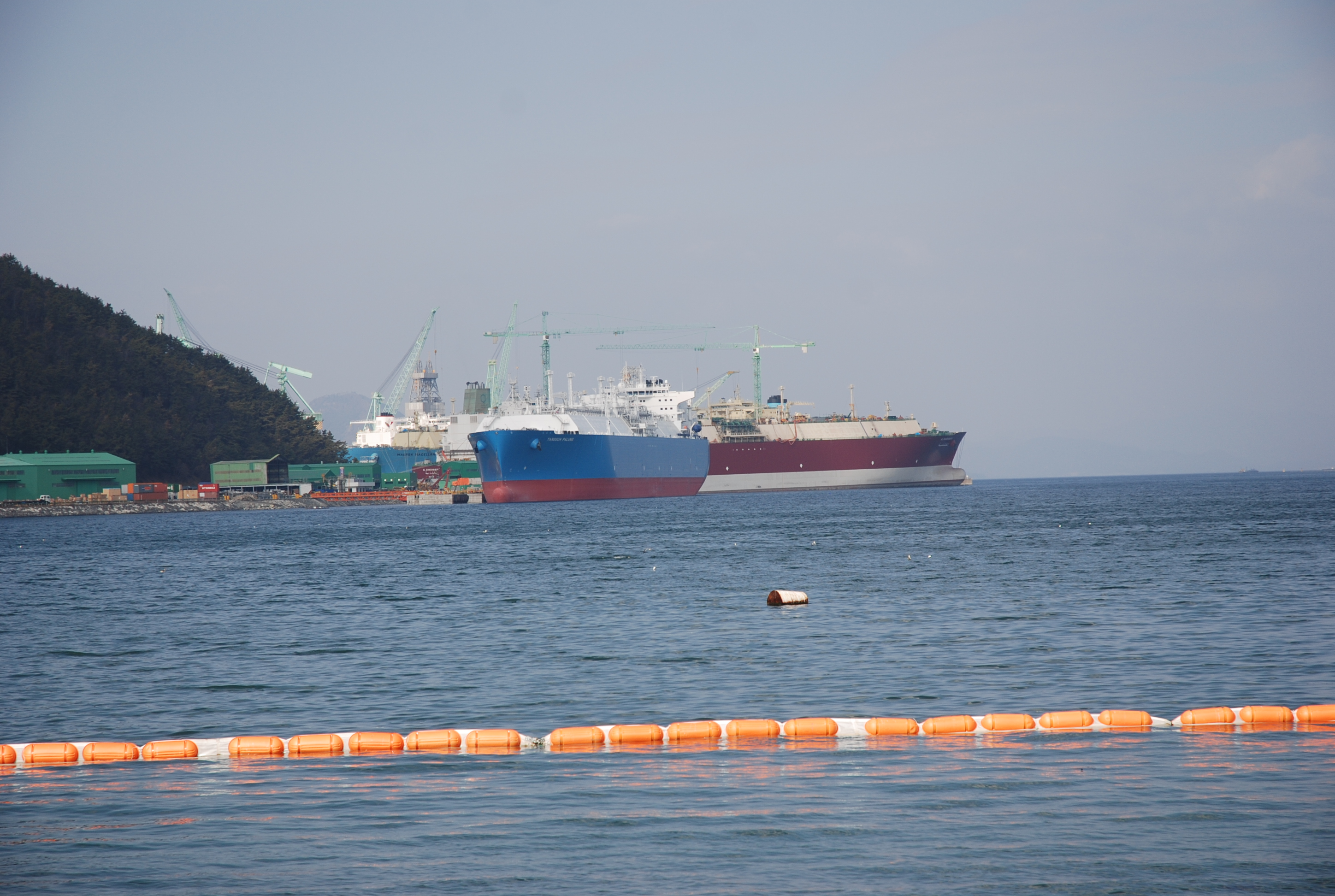
거제 삼성 조선
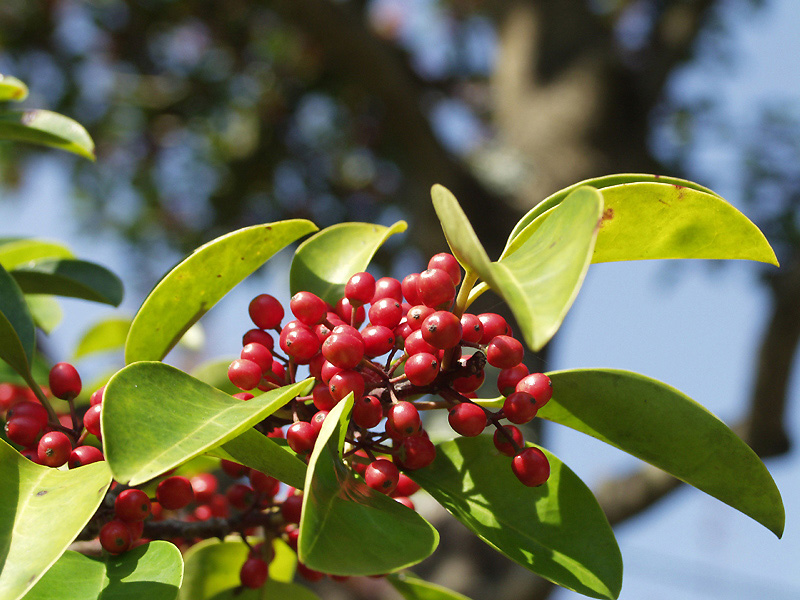
거리에서 흔히 볼 수 있는 먼나무
외포항 인근에서 대구를 걸어놓고 말리고 있다.
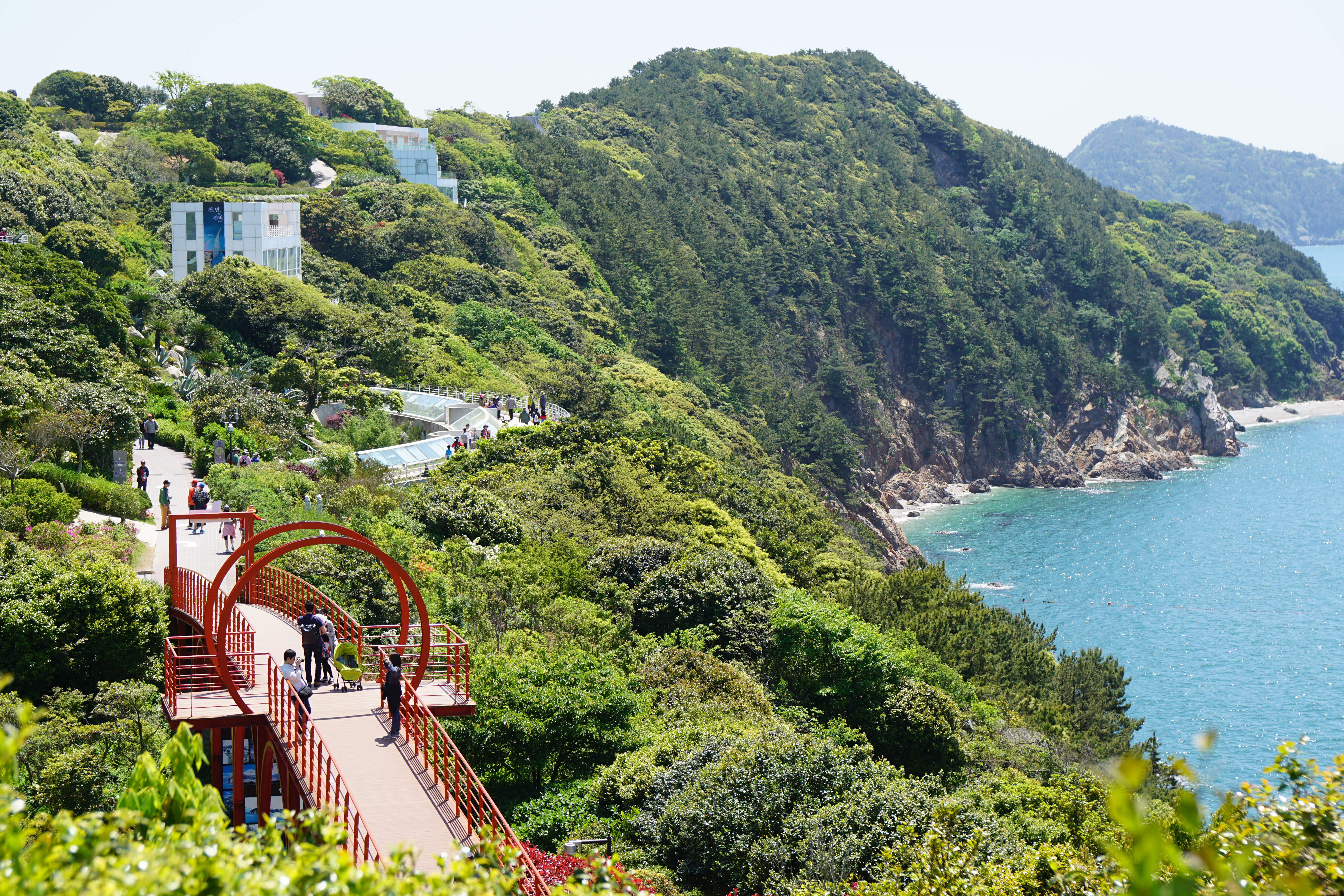
장사도

## 같이 보기
- 한산도 대첩
- 칠천량 해전
- 옥포 해전
- 땐뽀걸즈
- 거가대교
- 조선업
- 삼성중공업
- 대우조선해양
- 한산도
- 화양연화

## 자매 도시
| 지역 & 국가 | 도시               | 도시   |
| ----------- | ------------------ | ------ |
| 대한민국    | 경상남도           | 하동군 |
| 대한민국    | 전라남도           | 구례군 |
| 중국        | 옌벤 조선족 자치주 | 룽징시 |
| 중국        | 장쑤성             | 치둥시 |
| 일본        | 후쿠오카현         | 야메시 |